# Ladenburg
Ladenburg (ⓘ) ist eine Stadt im baden-württembergischen Rhein-Neckar-Kreis. Bekannt ist die direkt am Neckar liegende Römerstadt (römischer Name Lopodunum) für ihre denkmalgeschützte Altstadt, als Wirkungsort von Carl Benz und für ihre Geschichte, die bis in die keltische und römische Zeit zurückreicht. Die benachbarten Universitätsstädte Heidelberg und Mannheim sind über direkte Bahnverbindungen in rund 15 Minuten erreichbar.

## Geografie

### Lage und Naturraum
Die Gemarkung liegt auf dem Neckarschwemmkegel in 96 bis 106 Metern Höhe in der Oberrheinischen Tiefebene und erstreckt sich über 1900 Hektar. Die Flächennutzung ist wie folgt; 27,4 Prozent Siedlungs- und Verkehrsfläche, 69,8 Prozent Vegetationsflächen, davon 69,0 Prozent landwirtschaftlich genutzt, 2,8 Prozent sind Fließgewässer.
Die nächsten größeren Städte sind jeweils 11 km entfernt, Heidelberg im Südosten und Mannheim im Nordwesten, mit denen es keinen direkten Grenzverlauf gibt.

### Stadtgliederung
Zur Stadt Ladenburg gehören die Weiler Neubotzheim und Neuzeilsheim. Im Stadtgebiet liegen die Wüstungen Botzheim, Meerhof und Zeilsheim.

### Nachbargemeinden
| Ilvesheim            | Heddesheim                                  | Hirschberg an der Bergstraße |
| Edingen-Neckarhausen | Kompassrose, die auf Nachbargemeinden zeigt | Schriesheim                  |
|                      |                                             | Dossenheim                   |

## Geschichte

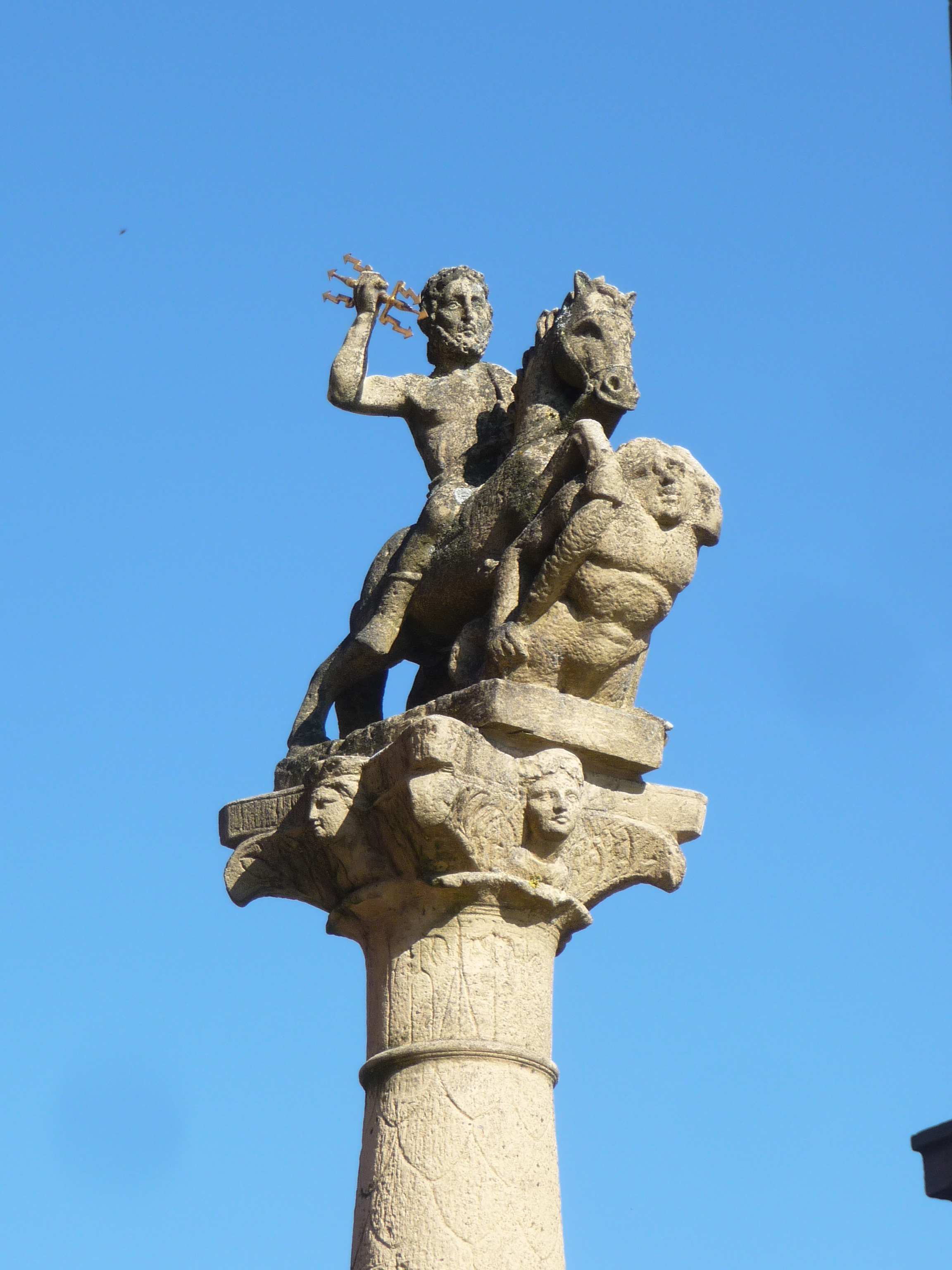
Jupitergigantensäule um 200 n. Chr. (Nachbildung) vor dem Lobdengau-Museum

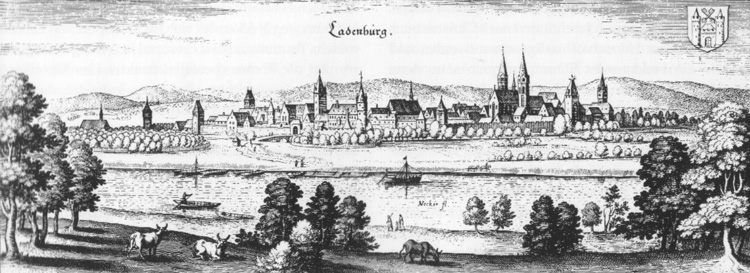
Ansicht 1645 nach Matthäus Merian

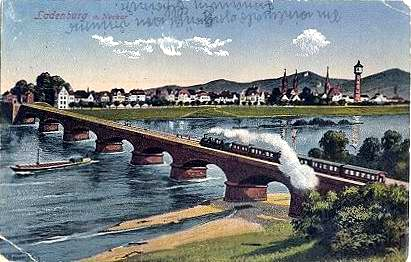
Ladenburg mit Neckarbrücke um 1900

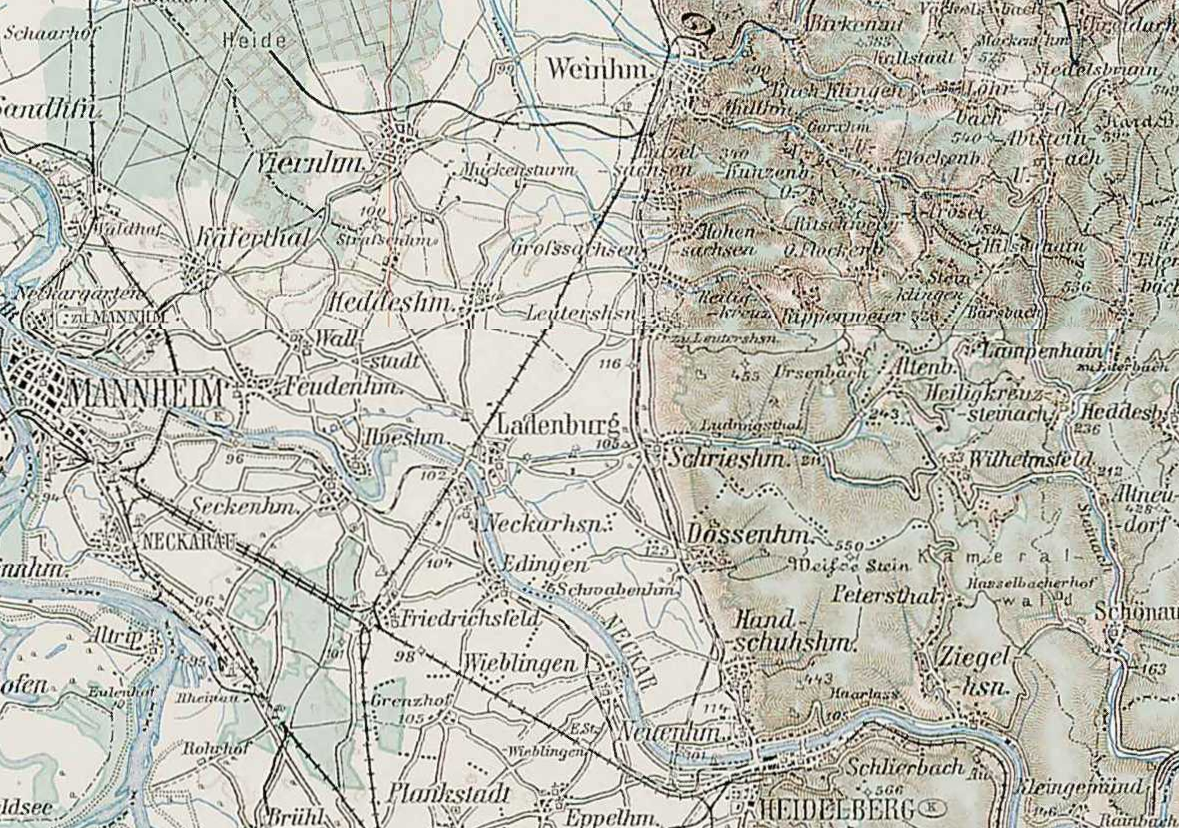
Ladenburg und Umgebung 1907

Ladenburg bezeichnet sich selbst als älteste Stadt Deutschlands rechts des Rheins. Die Erstbesiedlung des Ortes erfolgte irgendwann zwischen 3000 und 200 v. Chr. Ladenburg bestand zunächst als keltische Siedlung Lokudunom (= „Seeburg“). 200 v. Chr. wurde der keltische Gaumittelpunkt vom Heiligenberg bei Heidelberg nach Ladenburg verlegt. Im Jahr 40 wurden suebische Elbgermanen von den Römern als Bauernmiliz angesiedelt. In den römischen Quellen werden sie Suebi Nicrenses („Neckarsueben“) genannt. 74 n. Chr. gründeten die Römer dort Militärlager mit einem Lagerdorf (vicus), die Keimzelle der späteren Stadt. Zur Garnison zählte eine Auxilien-Reiterabteilung der Cananefaten.
Im Jahr 98 erhob Kaiser Trajan die Siedlung Lopodunum zur civitas und zum Hauptort der Civitas Ulpia Sueborum Nicrensium; nach dem Gentilnamen des Kaisers – Ulpius – erhielt der Ort den Beinamen Ulpia. Die Siedlung erlebte im zweiten und frühen dritten Jahrhundert ihre Blüte, die durch zahlreiche archäologische Funde belegt ist.
Um das Jahr 220 besaß die Römerstadt ein Forum mit Marktbasilika, einen Wochenmarkt, Tempel, ein römisches Theater, Thermen, Paläste und eine Stadtmauer. Die öffentlichen Gebäude waren, verglichen mit anderen Siedlungen in der Region, ungewöhnlich groß. Die ummauerte Fläche betrug rund 32 Hektar, Streufunde belegen sogar eine Siedlungsfläche von rund 45 Hektar. Damit war Ladenburg, noch vor Rottweil, Rottenburg, Bad Cannstatt, Bad Wimpfen, Heidenheim und Heidelberg, die größte römische Stadt im heutigen Baden-Württemberg.
Im Jahre 260 oder kurz davor zerstörten offenbar Alamannen die Stadt, nachdem die kaiserlichen Truppen das Dekumatland aufgegeben hatten. Einige Einheimische blieben aber und tradierten den römischen Ortsnamen. Kaiser Valentinian I. nahm 369 die Siedlung wieder ein und ließ einen Ländeburgus, eine spätantike Hafenbefestigung, errichten, der nur vom Neckar aus betreten werden konnte. Um die Mitte des 5. Jahrhunderts, vermutlich im Jahre 454 nach dem Zusammenbruch des Hunnenreiches, endete die römische Herrschaft im Raum Ladenburg dann endgültig.

### Völkerwanderungszeit und Mittelalter
Bereits 496 errichteten die Merowinger in Ladenburg einen als Palatium überlieferten Königshof. Lobdenburg wurde Hauptstadt des Lobdengaus. Der Frankenkönig Dagobert I. „verschenkte“ 628 Stadt und Gau an das Bistum Worms, als Empfänger ist St. Amandus von Worms überliefert. 874 beurkundete König Ludwig der Deutsche zu Lobetenburg. In karolingischer Zeit gehörte Ladenburg zu den wenigen Städten im Reich, die als Civitas Publica bezeichnet wurden, was den Fortbestand des Königshofes voraussetzt. Bereits im 10. Jahrhundert wurden die ersten mittelalterlichen Stadtmauern errichtet. König Heinrich II., der Heilige, bestätigt dem Bischof von Worms 1006 alle Besitzungen des Domstifts zu Ladenburg und fünf Jahre später verlieh er dem Bischof die Grafschaft zu Lobdengau.
Im Jahr 1253 trat mit Schultheiß, Schöffen und Bürgern erstmals die Gemeinde in Erscheinung. 1385 wurde die Herrschaft über Ladenburg nach einer blutigen Fehde zwischen Worms und Pfalz geteilt.
Im Jahre 1400 versagten die Wormser Bürger ihrem Bischof den Gehorsam und vertrieben ihn, worauf dieser Ladenburg zum Bischofssitz erhob. Bischof Johann II. von Fleckenstein ließ 1412 an der St.-Gallus-Kirche den Südturm errichten, „weil ihm, als Bischof, zwei Türme zustehen“, somit ein Dom. Unter Bischof Johann III. von Dalberg (1455–1503) hatte Ladenburg seine größte Blüte. 1512, an der Schwelle zur Neuzeit, besuchte sein Freund Kaiser Maximilian die Stadt.

### Neuzeit
Der spätere Reformator Reuchlin leitete die vom Kloster Lorsch übernommene und mit Dalbergschen Beständen ergänzte und heute als Bibliotheca Palatina bekannte Büchersammlung. 1564 kam es am Weihnachtsabend zu einer Schlägerei zwischen dem reformierten Pfarrer Eckard und Bischof Bettendorf in St. Gallus. Im folgenden Jahr versöhnte sich Bettendorf mit den Wormsern und verließ Ladenburg, das Nebenresidenz blieb. Daraufhin ließ der calvinistische Kurfürst von der Pfalz am Karfreitag die St.-Gallus-Kirche plündern und katholische Bildnisse zerstören (Kurpfälzer Bildersturm).
Im Dreißigjährigen Krieg wurde die Stadt 1622 durch Peter Ernst II. von Mansfeld zum Teil zerstört und im Pfälzischen Erbfolgekrieg (1689–1693) von General Mélac geplündert. 1705 einigten sich die Brüder Kurfürst Johann Wilhelm und Bischof Franz Ludwig von Pfalz-Neuburg auf einen größeren Gebietsaustausch. Ladenburg fiel dabei samt Neckarhausen komplett an die Kurpfalz, die ein Oberamt Ladenburg mit der Stadt als Sitz einrichteten. Die Verwüstungen durch den Krieg wurden nur langsam beseitigt. 1739 wurde das wiederaufgebaute Hospital wieder eröffnet, 1770 wurde ein Waisenhaus eröffnet, das durch eine Stiftung finanziert wurde.
Nach der Französischen Revolution wurde Ladenburg in den Koalitionskriegen 1799 besetzt und Napoleon Bonaparte ordnete die politische Landkarte in Europa neu. Die Kurpfalz wurde aufgelöst und die Stadt fiel an Baden. Sie blieb bis 1863 Amtssitz und wurde dann in das Bezirksamt Mannheim eingegliedert. Bei der Niederschlagung der Badischen Revolution 1849 war die Neckarbrücke in Ladenburg heftig umkämpft. Den Revolutionären gelang es, die von den Preußen besetzte Stadt zu erobern und so den Rückmarsch der Hauptstreitkräfte zu decken.
Politisch waren seit 1903 die Sozialdemokraten die stärkste Kraft in Ladenburg. In der Weimarer Republik wurden sie zeitweise durch die Aufsplitterung des linken Parteienspektrums vom Zentrum überflügelt. Ab 1930 war die NSDAP die stärkste Partei, die bei der Reichstagswahl März 1933 34,2 Prozent der Stimmen erhielt.
Im Zweiten Weltkrieg blieb Ladenburg von Zerstörungen weitgehend verschont. Am 28. März 1945 eroberte das 1. Bataillon des 324. US-Infanterie-Regiments die Stadt kampflos.
Mit Auflösung des Landkreises Mannheim kam Ladenburg 1973 zum neuen Rhein-Neckar-Kreis. 1974 fand zum ersten Mal das Altstadtfest statt, das sich seitdem zu einem Besuchermagneten entwickelt hat. 1979 erhielt die Stadt von Bundespräsident Walter Scheel die Goldplakette im Bundeswettbewerb „Stadtgestalt und Denkmalschutz im Städtebau“. 1989 veranstaltete die Johanniter-Unfall-Hilfe ihren Bundeswettkampf in Ladenburg. 1998 feierte die Stadt ihr 1900-jähriges Jubiläum. Im selben Jahr war sie Gastgeber der Heimattage Baden-Württemberg. 2005 fand in Ladenburg das Grünprojekt 2005 statt, auch bekannt als kleine Landesgartenschau.

#### Die jüdische Gemeinde
Die ersten Nachweise einer jüdischen Gemeinde findet man von 1291 bis 1391. Während der Pestepidemie von 1348 wurden die Juden ermordet oder vertrieben, 1389 zählte man vier jüdische Familien, 1391 wurden sie, wie alle Juden der Kurpfalz, von Kurfürst Ruprecht II. vertrieben. Seit 1602 sind wieder Juden in Ladenburg nachgewiesen, in den folgenden Jahren wuchs die Gemeinde von 8 Familien 1722 über 26 Familien 1743 auf 75 Personen im Jahr 1789. Im 19. Jahrhundert nahm die Bevölkerung auf ca. 100 Personen zu, dies entsprach 2 bis 3 % der Gesamtbevölkerung. Vor dem 19. Jahrhundert betrieben die Juden hauptsächlich Handel, später kamen in Folge der Emanzipation Gewerbebetriebe dazu. Die Gemeinde besaß und unterhielt ab 1832 eine Synagoge, eine Schule, ein rituelles Bad (Mikwe) in der Metzgergasse 5 und einen Friedhof. Vorher versammelte sich die Gemeinde in Privaträumen. Es gab einen Lehrer, der auch als Vorbeter und Schochet (Schlachter) tätig war. Ab 1827 waren Rabbiner angestellt, bis 1883 die Betreuung durch den Rabbiner von Heidelberg übernommen wurde. Anfang des 20. Jahrhunderts lebten 88 Juden in Ladenburg, ab 1933 begann die Verfolgung, viele Juden wanderten aus. Die Synagoge fiel der Reichspogromnacht 1938 zum Opfer. 1938 fand die letzte Bestattung auf dem jüdischen Friedhof statt. Die letzten 27 jüdischen Personen in der Stadt wurden am 22. Oktober 1940 nach Gurs deportiert. Die letzten Reste der zerstörten Synagoge wurden 1967 abgerissen. Heute steht auf diesem Platz ein Privathaus. Eine Gedenktafel erinnert an die Synagoge.

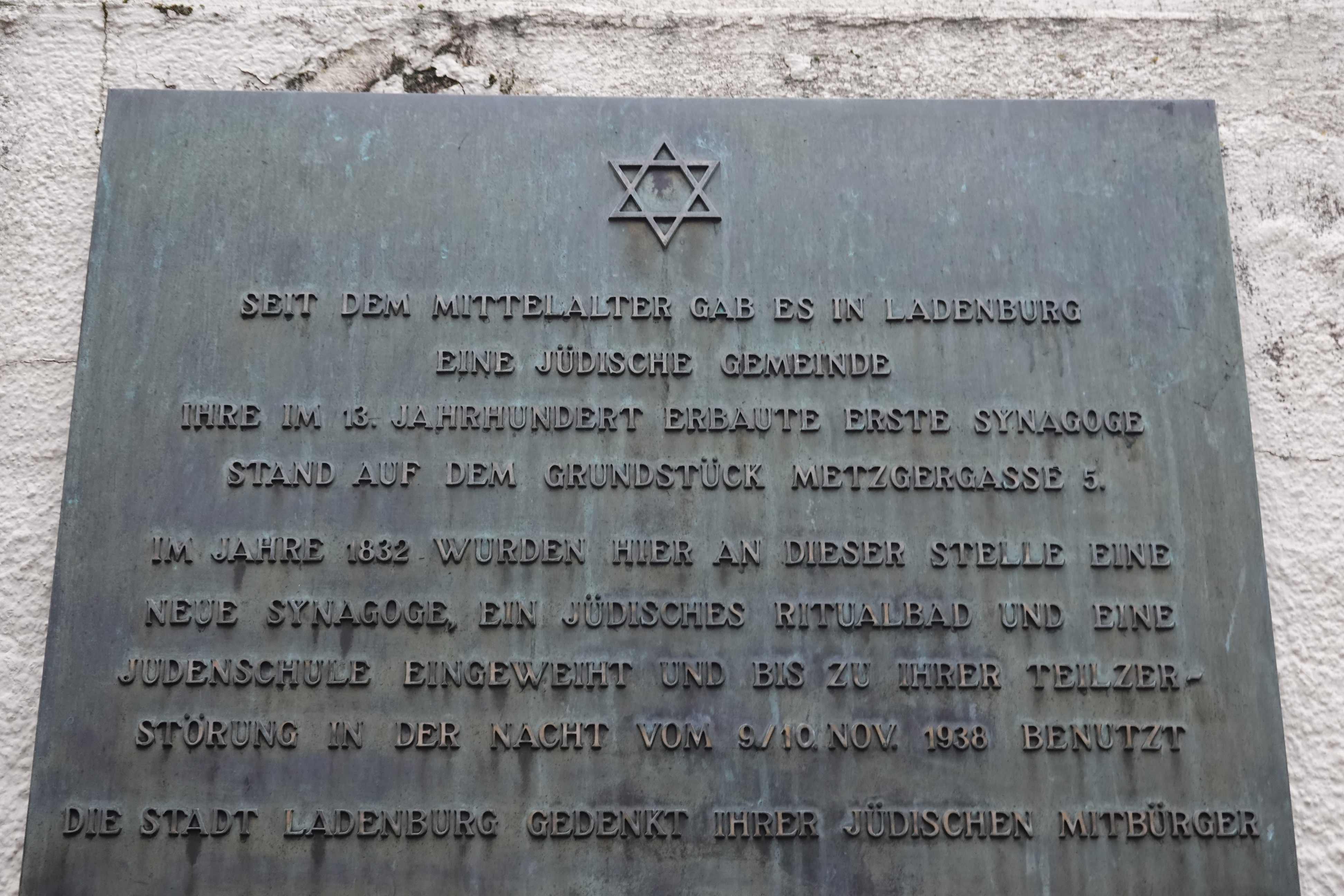
Ladenburg Gedenktafel der ehemaligen Synagoge

### Einwohnerentwicklung
| Jahr | Einwohner |
| ---- | --------- |
| 1439 | 1.175     |
| 1577 | 1.330     |
| 1777 | 1.472     |
| 1852 | 2.930     |
| 1925 | 4.993     |
| 1950 | 7.125     |
| 1961 | 8.338     |

| Jahr | Einwohner |
| 1967 | 8.280     |
| 1970 | 9.799     |
| 1991 | 11.791    |
| 2005 | 11.510    |
| 2010 | 11.513    |
| 2015 | 11.420    |
| 2020 | 11.880    |
| 2024 | 12.807    |

Seit 2019 wächst die Bevölkerung durch die Erschließung von neuen Baugebieten in der Nordstadt.

## Politik

### Gemeinderat
Der Gemeinderat von Ladenburg hat 22 Mitglieder, die in direkter Wahl für jeweils fünf Jahre gewählt werden. Hinzu kommt der Bürgermeister als Gemeinderatsvorsitzender. Die Kommunalwahl am 9. Juni 2024 führte zu folgendem Ergebnis (in Klammern: Unterschied zu 2019):
| CDU | 34,69 % (+9,69)           | 8 Sitze (+2)               |
| GLL | 25,12 % (−1,08)           | 5 Sitze (−1)               |
| SPD | 25,02 % (+1,22)           | 5 Sitze (±0)               |
| FDP | 7,92 % (+1,12)            | 2 Sitze (+1)               |
| BfL | 7,25 % (nicht angetreten) | 2 Sitze (nicht angetreten) |

### Jugendgemeinderat
Seit 2006 gibt es einen Jugendgemeinderat. Jeder Jugendliche im Alter von 12 bis 18 Jahren besitzt aktives und passives Wahlrecht. Der Jugendgemeinderat von Ladenburg hat zwölf Mitglieder, die in direkter Wahl für jeweils drei Jahre gewählt werden.

### Bürgermeister
Der Bürgermeister wird in direkter Wahl für eine Amtszeit von acht Jahren gewählt. Seit April 2017 amtiert Stefan Schmutz (SPD), der bei der Bürgermeisterwahl am 22. Januar 2017 im ersten Wahlgang mit 52,1 % der Stimmen die absolute Mehrheit erreichte. Bei der Wahl am 2. Februar 2025 wurde er mit 53,6 % der Stimmen im Amt bestätigt.
Übersicht der bisherigen Bürgermeister:
- 1868–1892: Angelus Huben (NLP)
- 1892–1898: Gabriel Hartmann
- 1898–1902: Hermann Petermann
- 1902–1906: Heinrich Betz

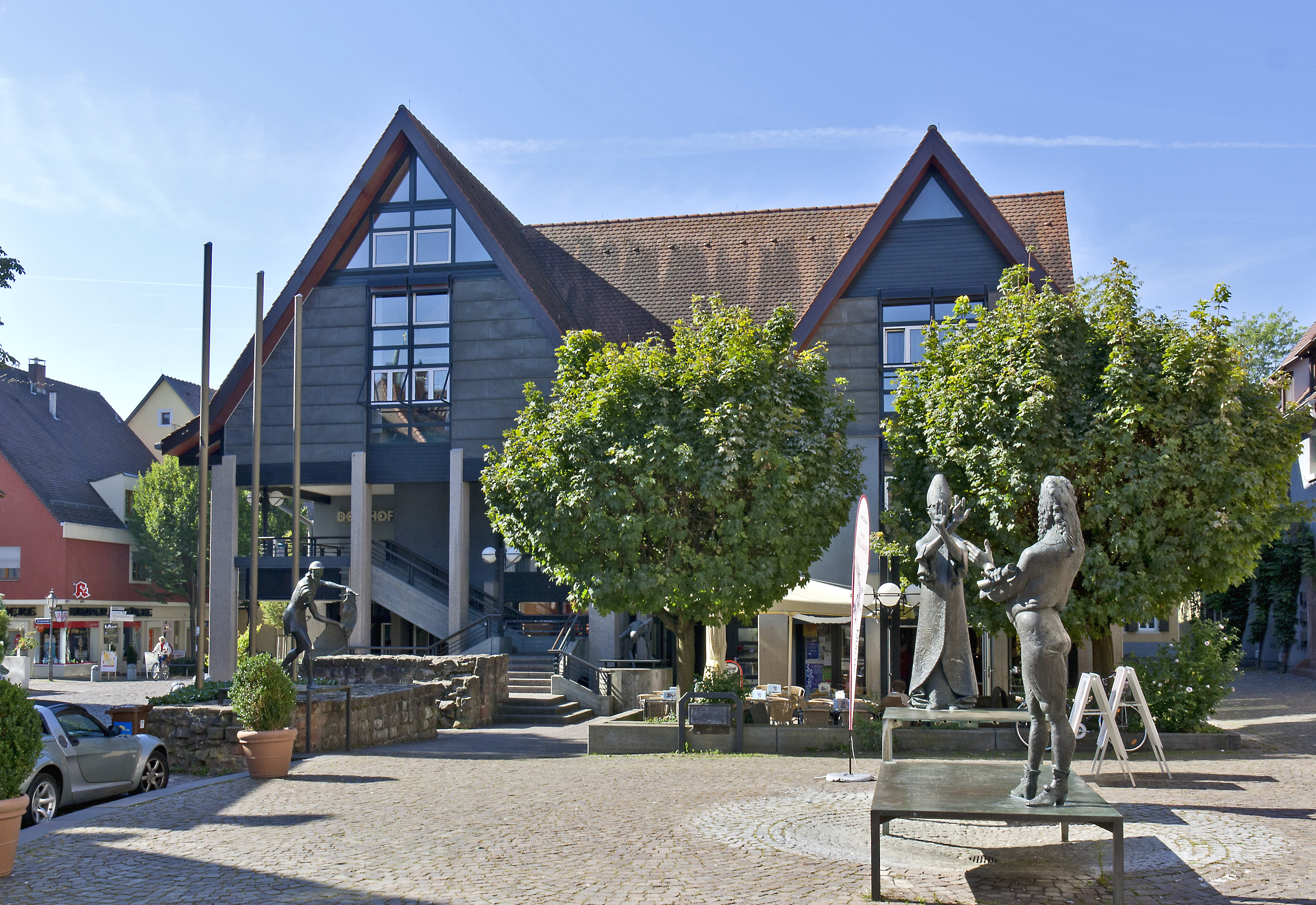
Rathaus und Domhofplatz

- 1907–1908: Friedrich Hofstetter (kommissarisch)
- 1908–1914: Otto Reinmuth
- 1914–1922: Wilhelm Fritsch
- 1922–1931: Christian Koch (SPD)
- 1931–1933: Hermann Hagen (eingesetzt)
- 1933–1934: Alfred Reuther (NSDAP)
- 1934–1945: Kurt Pohly (NSDAP)
- 1945–1953: Adam Herdt (CDU)
- 1953–1965: Hermann Hohn (FWV)
- 1965–1993: Reinhold Schulz (SPD)
- 1993–2001: Rolf Reble (CDU)
- 2001–2017: Rainer Ziegler (SPD)
- seit 2017: Stefan Schmutz (SPD)

### Wappen
Die Blasonierung des Wappens lautet: In von Silber und Blau schräggeteiltem Schild eine rote Burg mit offenem Tor und hochgezogenem silbernen Fallgatter im gezinnten und bedachten niedrigen Mittelteil, zwischen den beiden spitzbedachten äußeren Zinnentürmen zwei schräggekreuzte blaue Schlüssel (Bärte oben zugewendet).
Das Wappen geht zurück auf ein Siegel von 1253. Die Farben Silber und Blau, die erst im 19. Jahrhundert festgelegt wurden, stehen für die Kurpfalz. Die gekreuzten Schlüssel stammen aus dem Wappen des Bistums Worms. Die Burg ist wahrscheinlich als Stadttor anzusehen und verweist damit auf die Stadtrechte.
Die Flagge ist Blau-Weiß.

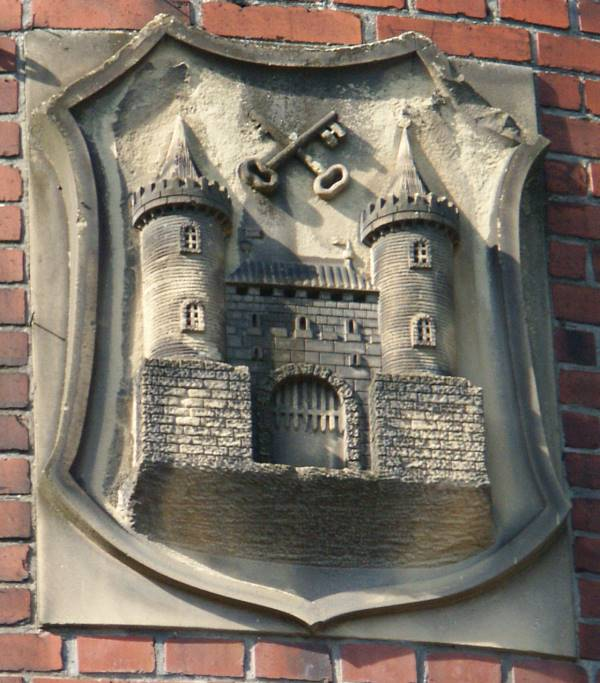
Stadtwappen mit falsch gewendeten Schlüsselbärten am Wasserturm von Ladenburg
Die Flagge der Stadt Ladenburg

### Städtepartnerschaften
Mit der Stadt Garango in Burkina Faso besteht seit 1983 im Rahmen Hilfe zur Selbsthilfe eine Partnerschaft, mit der Marktgemeinde Paternion in Kärnten seit 1984.

### Nachbarschaftsverband
Ladenburg gehört zum Nachbarschaftsverband Heidelberg-Mannheim, dessen Aufgabe es ist, den regionalen Flächennutzungsplan zu erstellen.

## Kultur und Sehenswürdigkeiten
Ladenburg war seit jeher als Zentrum der Region Lobdengau kulturell und politisch bedeutsam, dies wurde begünstigt durch die Lage an den Fernhandelsstraßen und Neckar. Später wurde die Stadt Sitz des Bistums Worms, und schließlich kurpfälzische Oberamtsstadt.
Auch heute ist Ladenburg Standort von zahlreichen kulturellen Institutionen, z. B. der Volkshochschule Ladenburg und dem Archiv des Rhein-Neckar-Kreises.
Der Neckartal-Radweg und die Bertha Benz Memorial Route führen durch die Stadt.

### Kulturdenkmale
Die Gesamtanlage Ladenburg (Altstadt) steht unter Denkmalschutz.

### Museen

#### Lobdengau-Museum

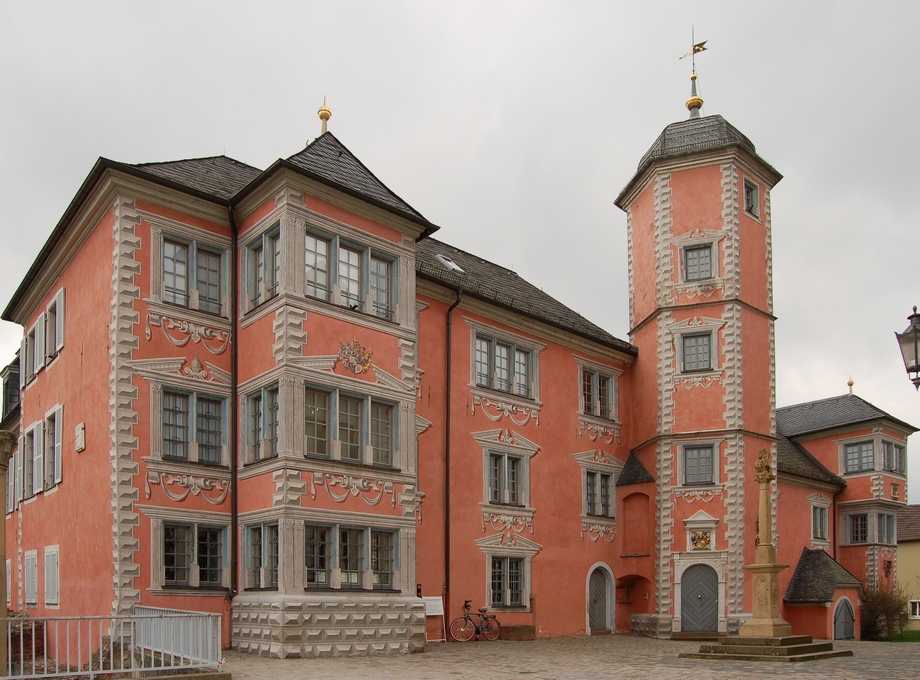
Lobdengau-Museum

Das Lobdengau-Museum befindet sich im Bischofshof (mit Freilichtmuseum) und hat die Schwerpunkte Archäologie, Stadtgeschichte und Volkskultur.
Vor dem Museum steht die Kopie einer Jupitergigantensäule, deren Original im Museum steht.
Auf dem Sockel sind die vier wichtigsten römischen Gottheiten dargestellt:
- Minerva (Athene), Göttin der Weisheit
- Juno, Göttin der Ehe und Familie
- Mercurius, Gott der Kaufleute
- Herkules

Die vier Frauenköpfe oberhalb stehen für die vier Jahreszeiten, die jüngste für den Frühling, die Frau mit dem Kopftuch für den Winter.
Ganz oben reitet der Göttervater einen Giganten nieder, ein Zeichen des Siegs der Römer über die Barbaren.
Als die Alamannen um das Jahr 220 in Ladenburg eindrangen, stürzten sie diese Säule um. Der Römer Novanius Augustus ließ sie aber renovieren und stellte sie wieder auf. Als die Alamannen 40 Jahre später wiederkamen, zerschlugen sie die Säule und warfen sie in einen Brunnen. Dadurch blieb sie erhalten und wurde beim Neubau eines Hauses entdeckt.

#### Automuseum Dr. Carl Benz

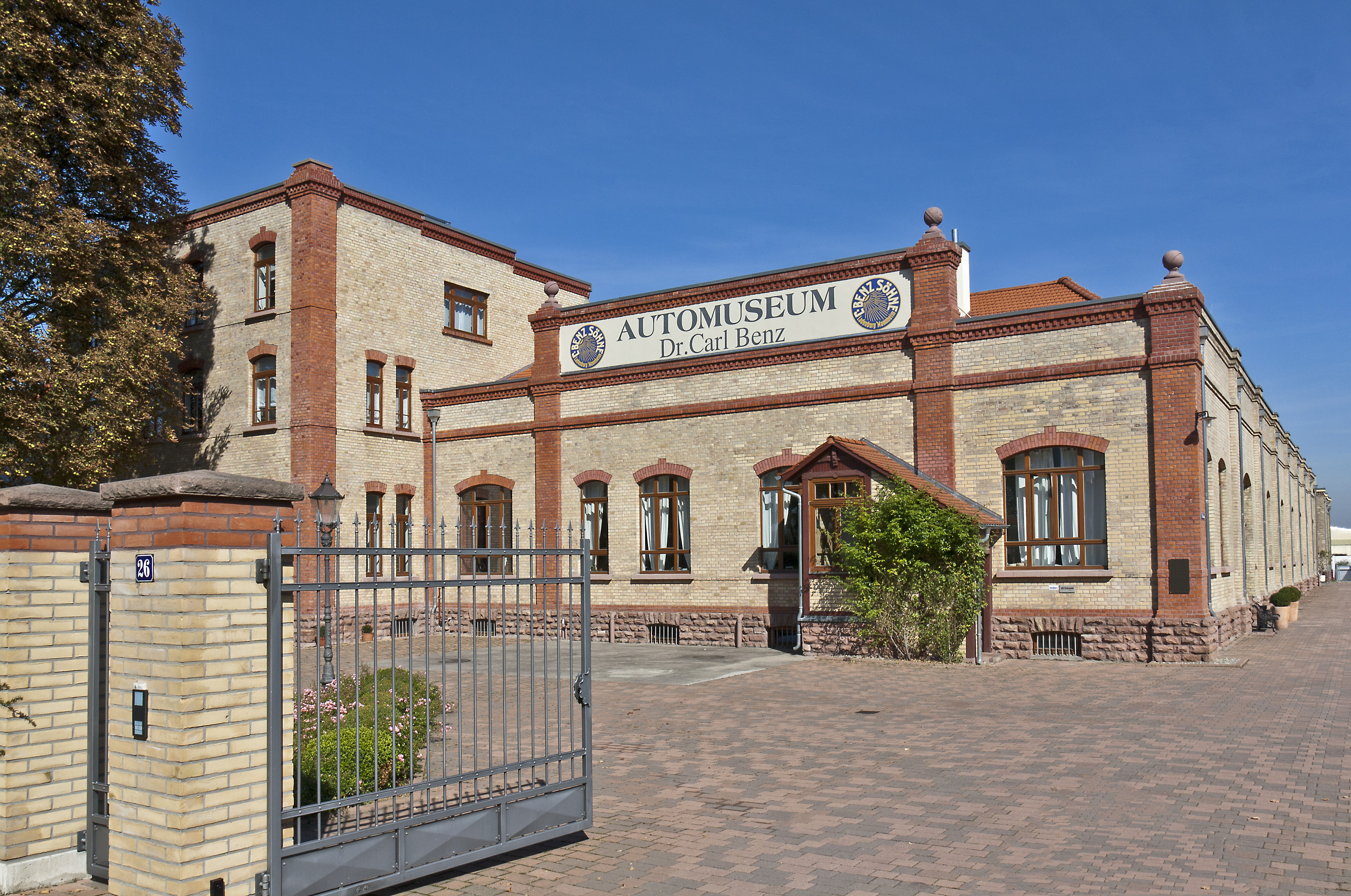
Automuseum Dr. Carl Benz

Das Automuseum Dr. Carl Benz in Ladenburg zog 2005 um: Neues Domizil der Sammlung sind die fast 100 Jahre alten Fabrikhallen von C. Benz Söhne. Die historische Fabrik, in der am Anfang des 20. Jahrhunderts Automobile gebaut wurden, wurde mit Unterstützung der DaimlerChrysler AG saniert und bietet den motorgeschichtlichen Exponaten des Sammlers Winfried A. Seidel einen angemessenen Rahmen.

### Bauwerke

#### Historische Altstadt
Der Marktplatz ist das Zentrum der historischen Altstadt, die durch einen einzigartig geschlossenen Bestand von hervorragend restaurierten Baudenkmälern, darunter zahlreichen Fachwerkhäusern v. a. aus dem 15. bis 18. Jahrhundert, überregionale Bedeutung besitzt. Die Kirchen stammen in ihren ältesten erhaltenen Teilen aus dem frühen 9. (Turm der Sebastianskapelle) bzw. 11. Jahrhundert (Krypta der Galluskirche), das älteste profane Gebäude reicht in Teilen in das 13. Jahrhundert zurück, ebenso die bedeutenden Reste der Stadtbefestigung mit dem Martinstor.
Bereits im 19. Jahrhundert stand auf dem Marktplatz eine barocke Mariensäule. Der Pfarrer und ein Teil seiner Gemeinde favorisierten gegen den Widerstand der Mehrheit eine Kreuzigungsgruppe. In einer Nacht des Jahres 1873 wurde die Madonna durch anonyme Täter vom Sockel gestürzt. Die Trümmer wurden an der Friedhofsmauer begraben. Eine Kreuzigungsgruppe gab es dennoch nie. Die Stiftung der Zahnarztwitwe und Pianistin Anna Hauber brachte die Stadt auf den Gedanken, den Marktplatz wieder mit einem Denkmal zu verschönern. Nach langwierigen Diskussionen fiel 1976 die Entscheidung schließlich für einen Marienbrunnen nach dem alten Vorbild.

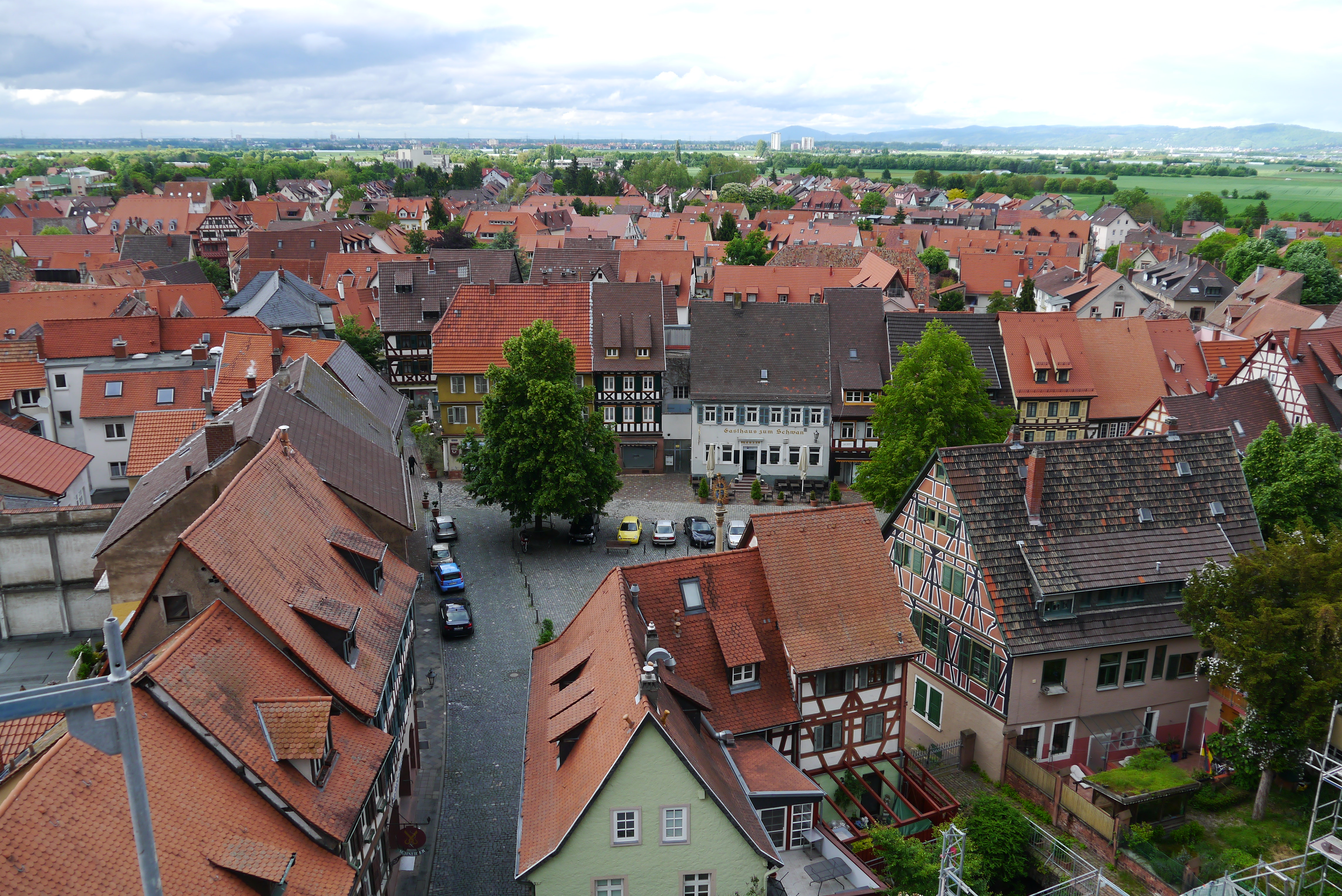
Marktplatz aus der Höhe von St. Gallus
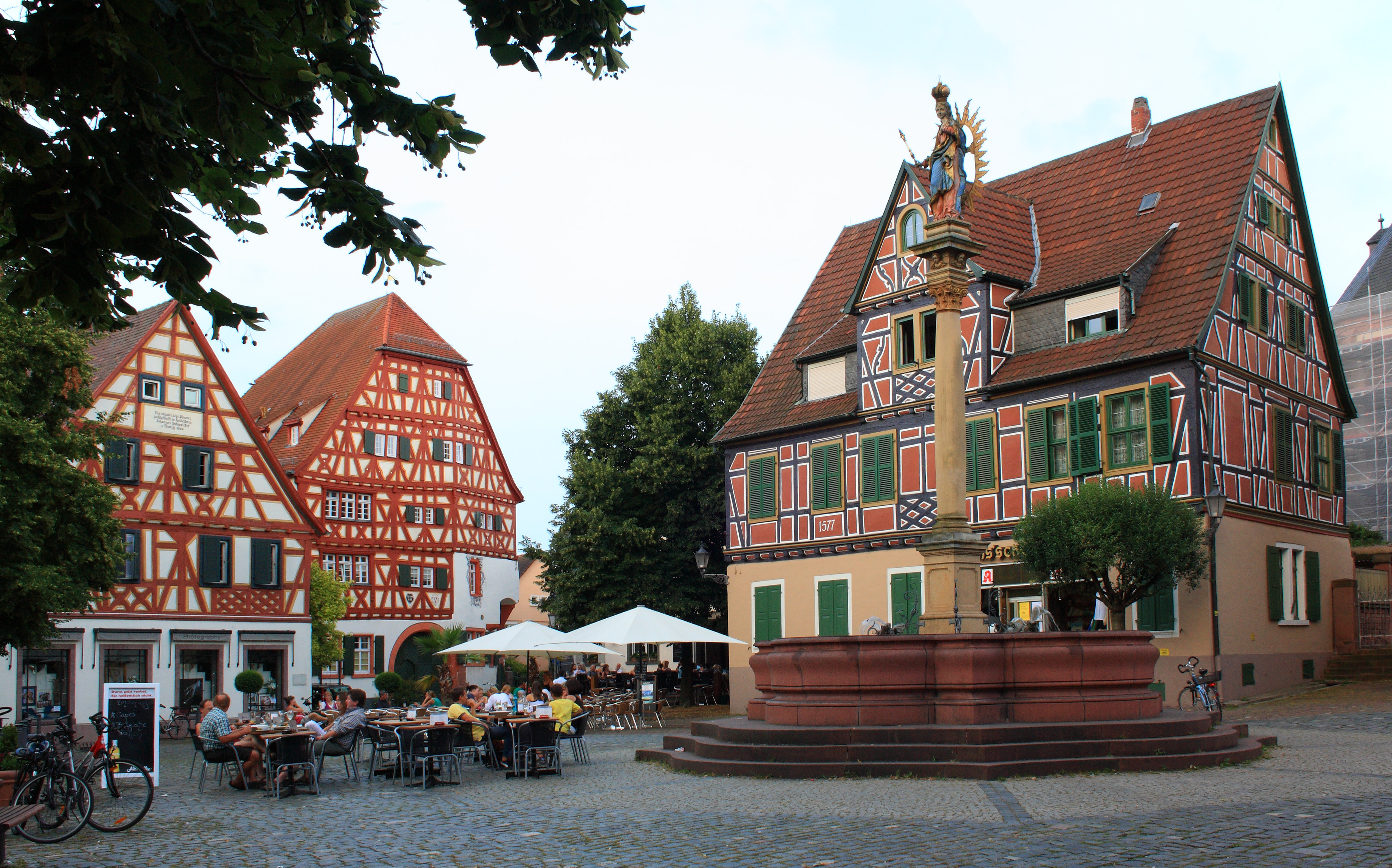
Marktplatz mit Marienstatue
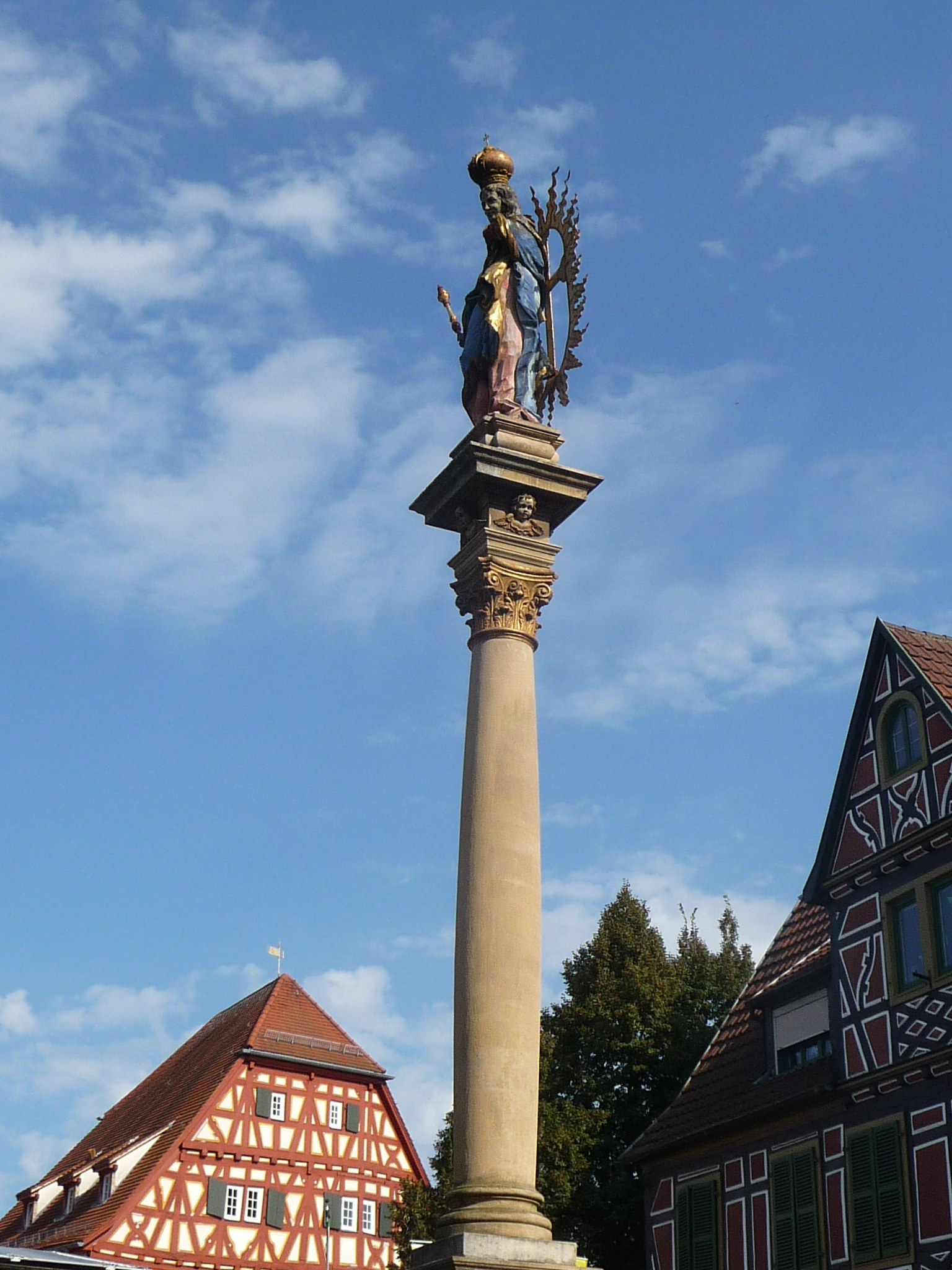
Mariensäule auf dem Marktplatz
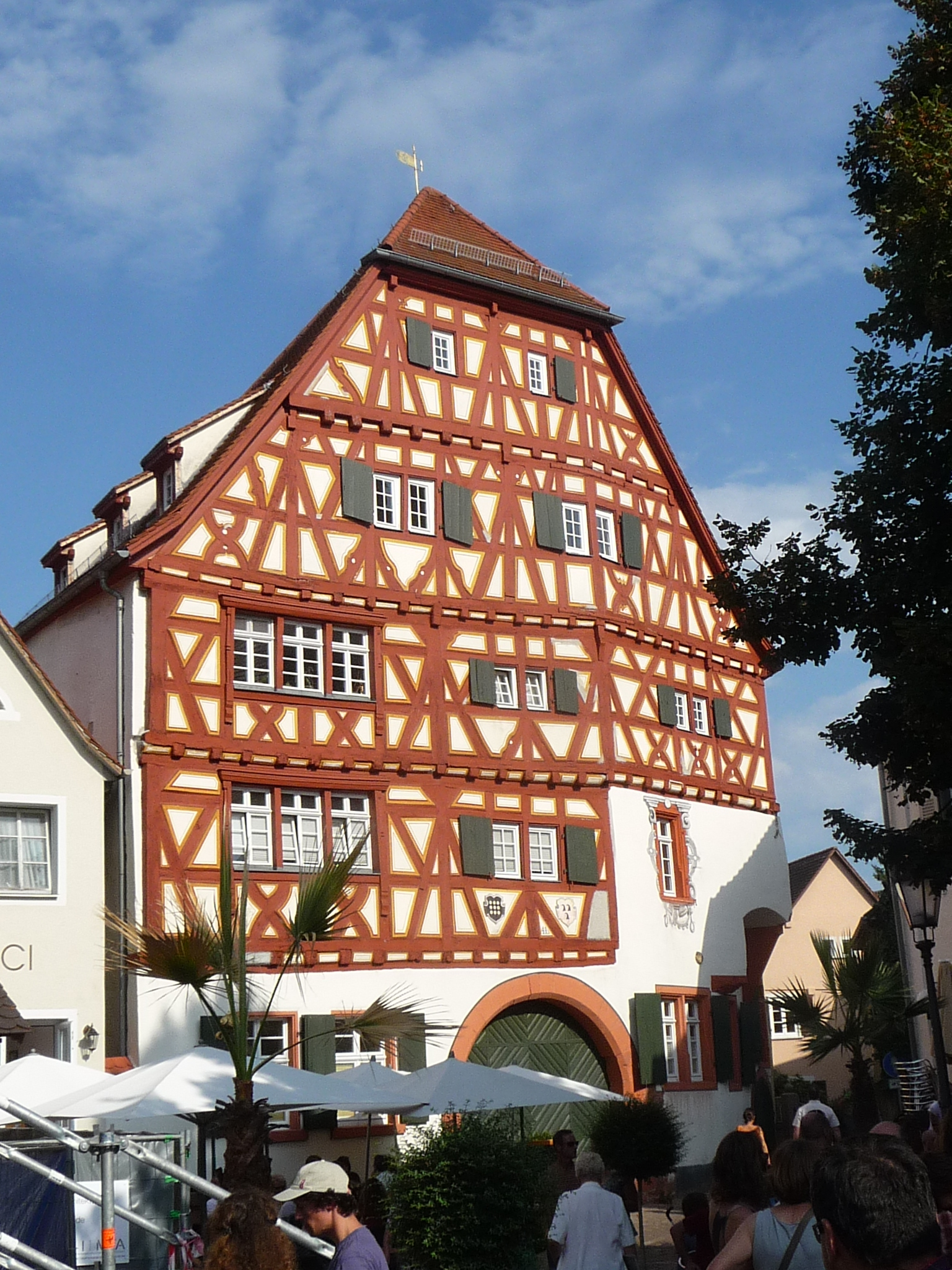
Neunhellerhaus am Marktplatz

#### Stadtbefestigung
Die Reste der mittelalterlichen äußeren Stadtmauer, die zum Teil noch der römischen Wehrmauer folgen, stammen von 1200. Zu ihr gehören der Hexenturm, der Pfaffenturm und das Martinstor (eigentlich Wormser Tor) mit einer bedeutenden Skulpturengruppe (Mantelteilung des Heiligen Martin) des 13. Jahrhunderts auf der Landseite.

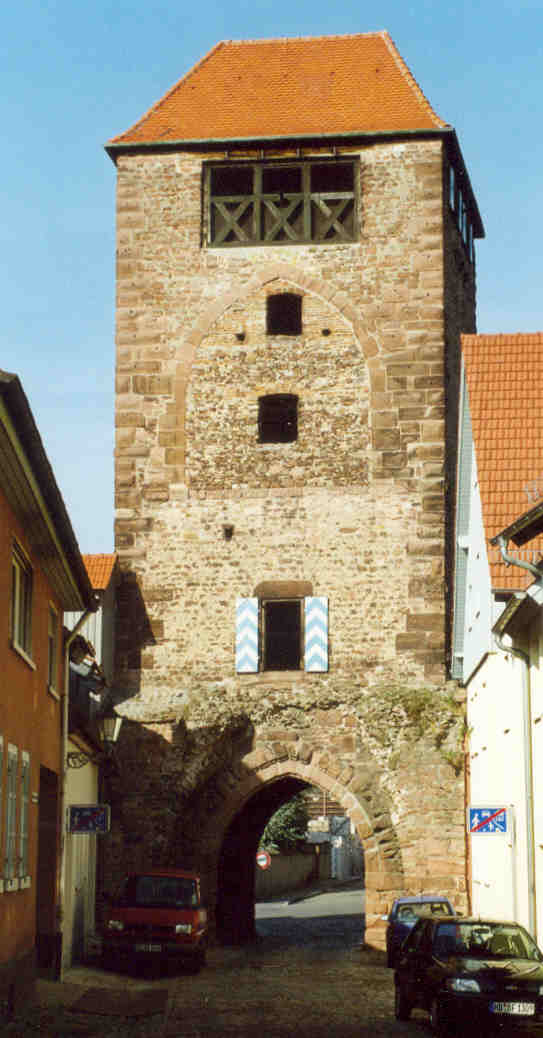
Martinstor, Stadtseite
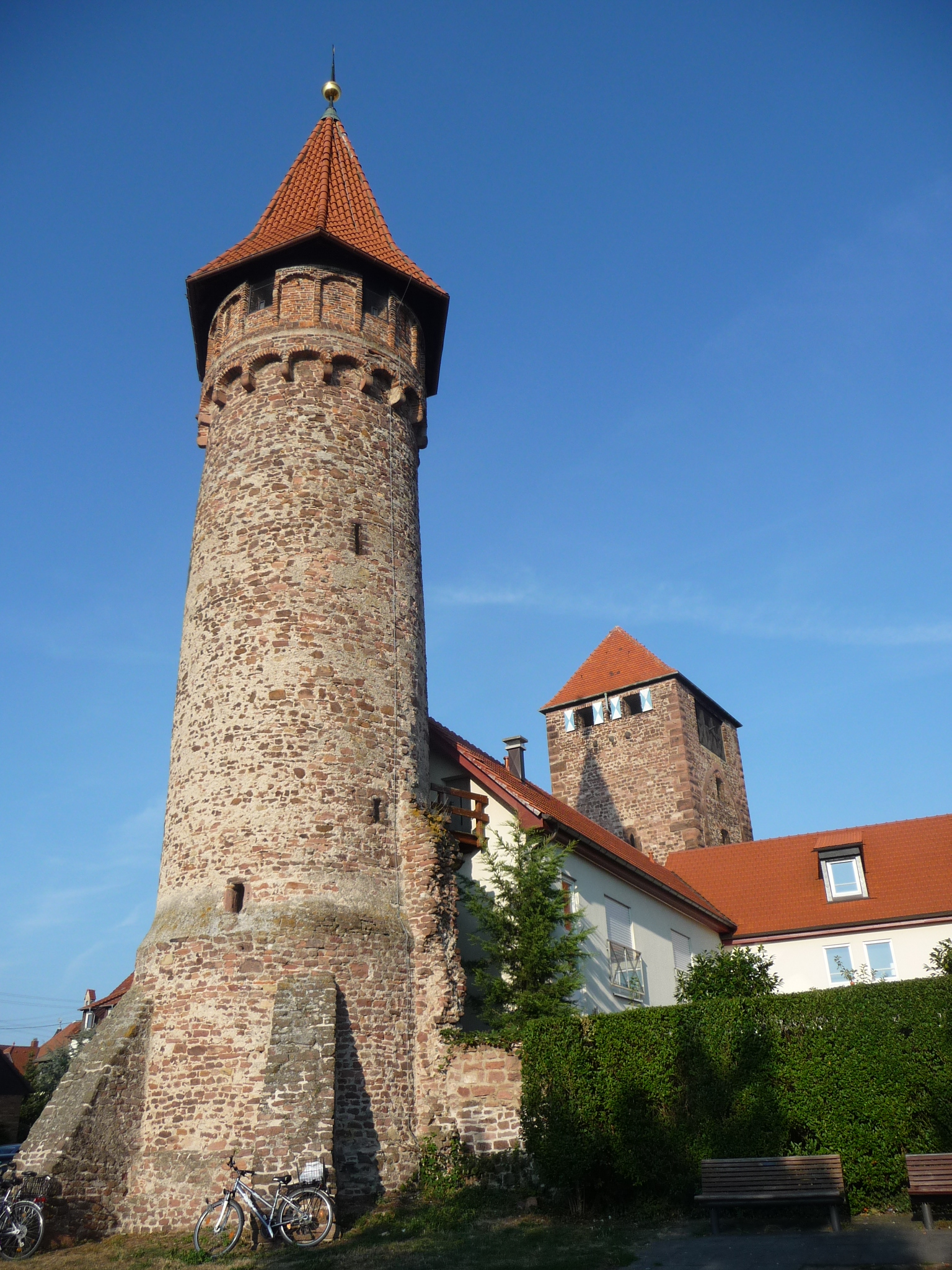
Hexenturm, im Hintergrund Martinstor
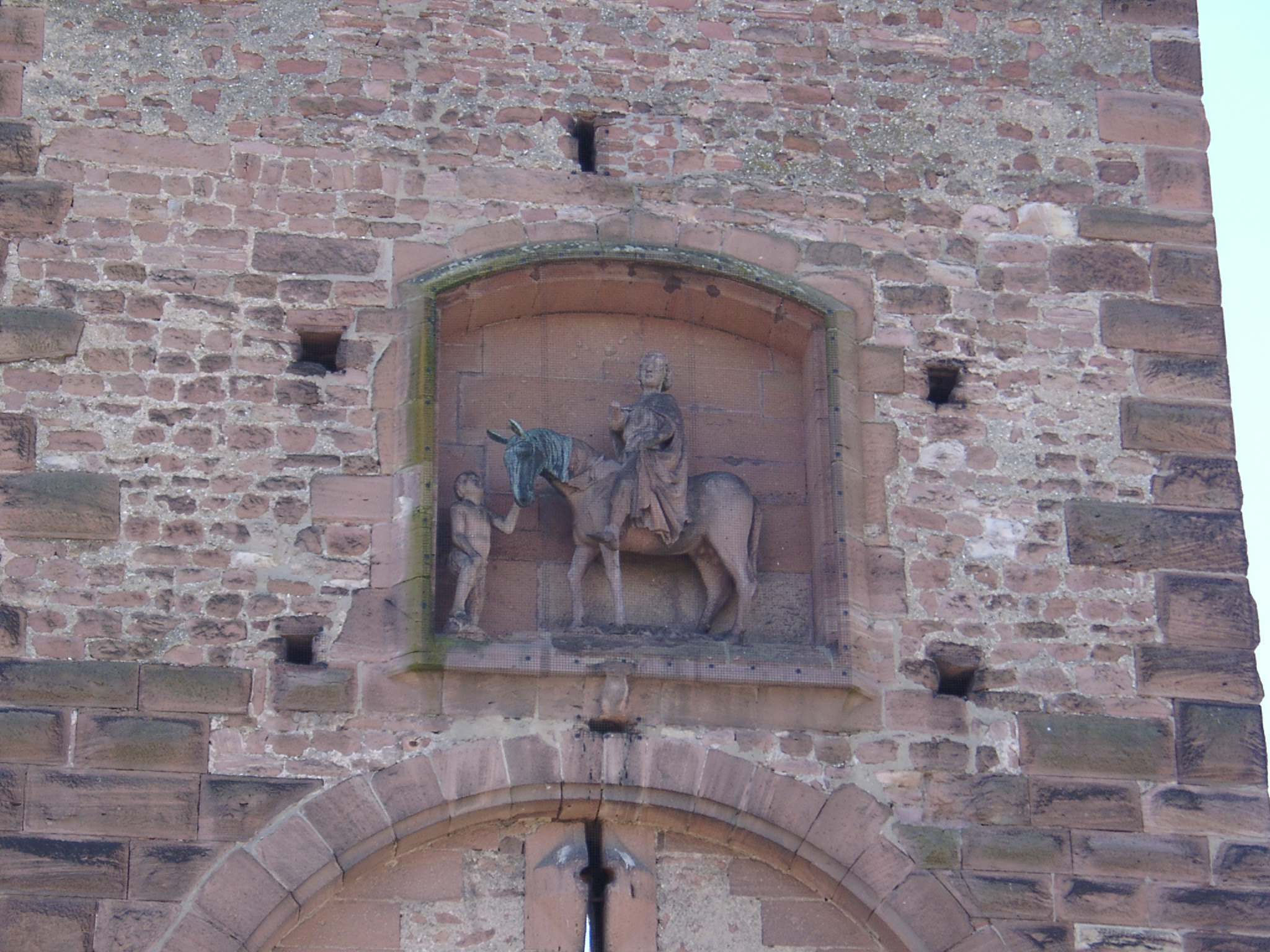
Martinstor Landseite: Mantelteilung des Heiligen Martin

#### St.-Gallus-Kirche

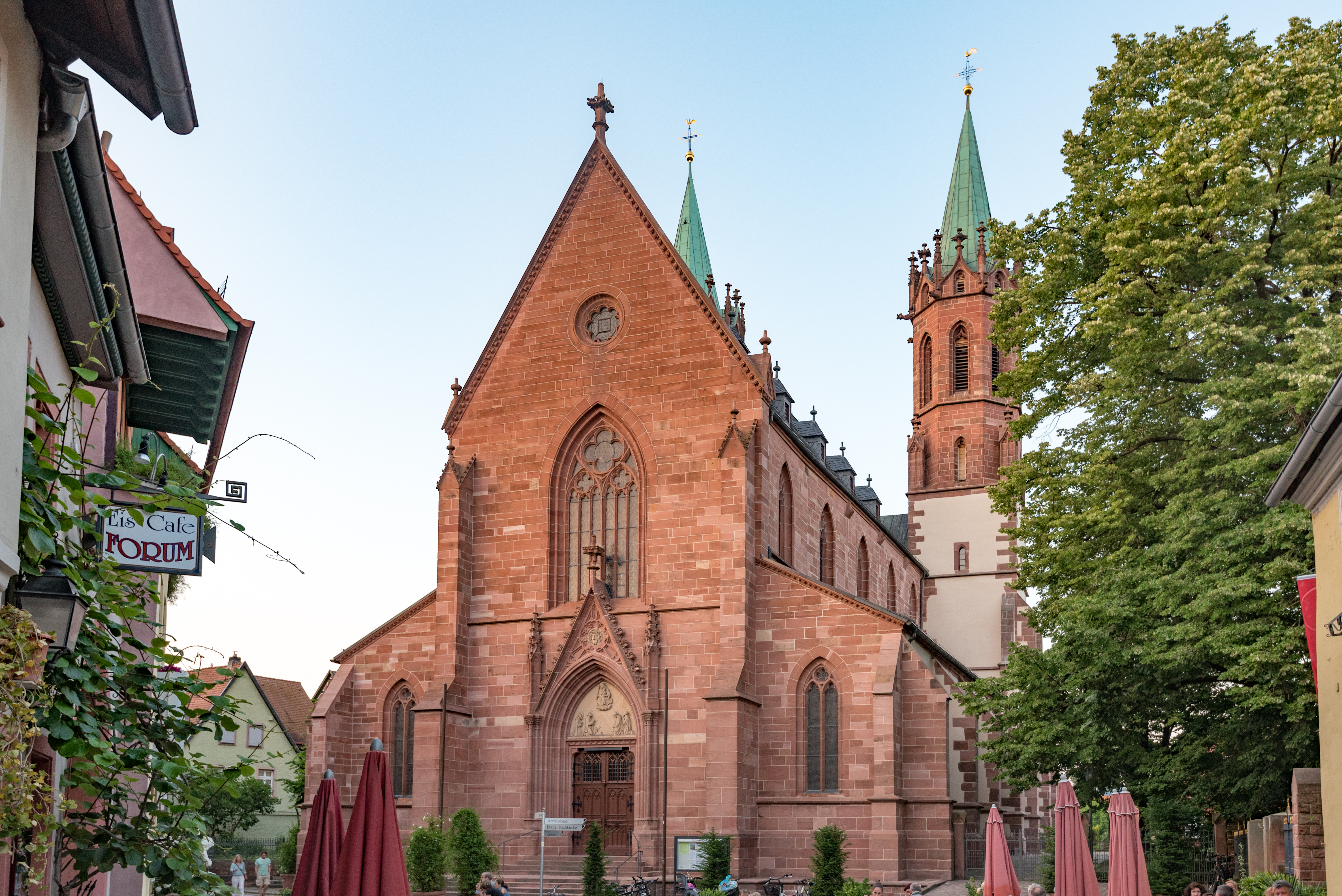
St.-Gallus-Kirche von Westen

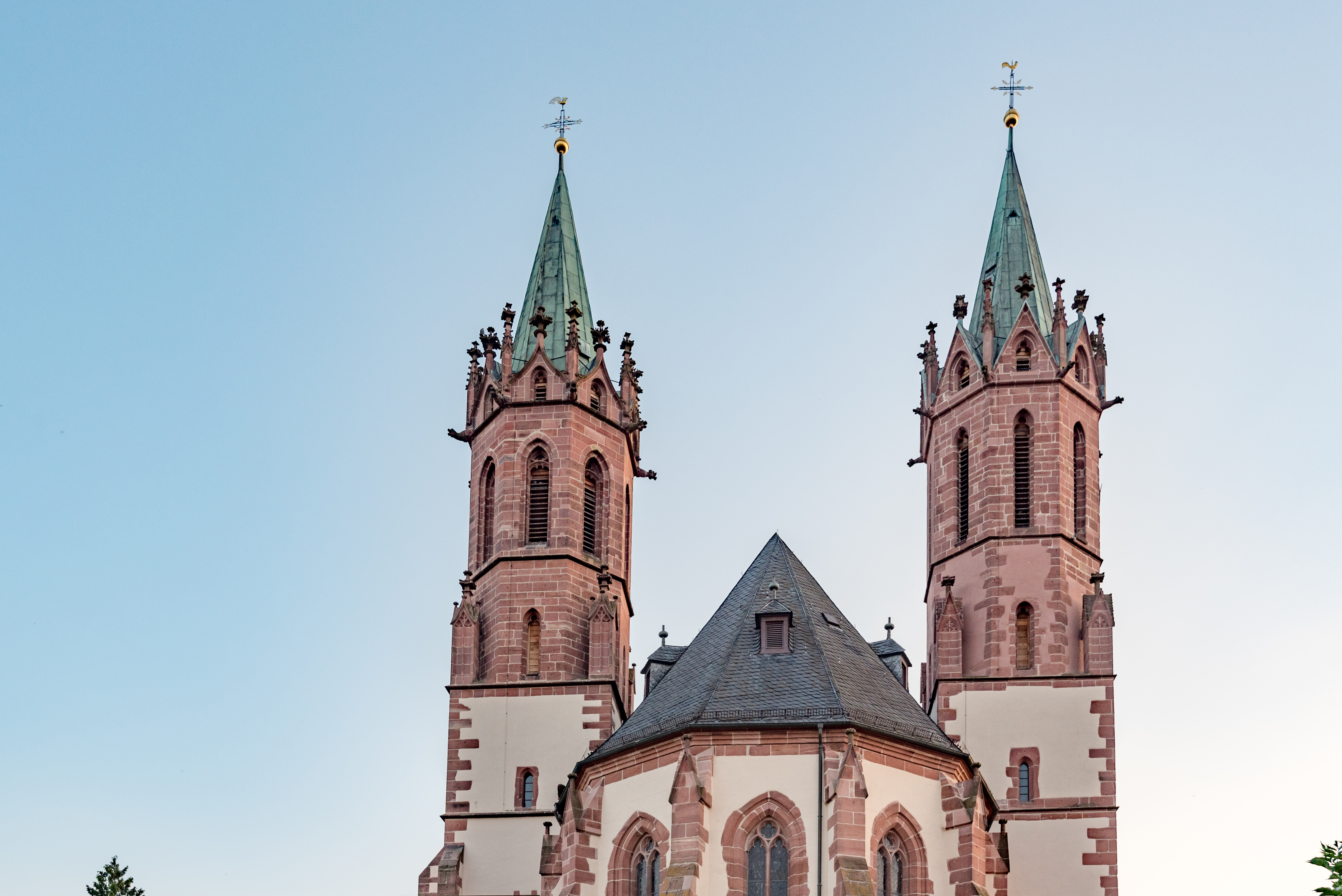
St.-Gallus-Kirche von Osten

Die St.-Gallus-Kirche ist eines der Wahrzeichen der Stadt. Die Kirche, die zwischen dem 13. und 15. Jahrhundert entstand, besitzt eine Krypta aus dem 11. Jahrhundert. Vor der Kirche befand sich das Forum der Stadt Lopodunum. An dieser Stelle stand die zweitgrößte römische Marktbasilika nördlich der Alpen mit Ausmaßen von 72 auf 28 Meter.

#### Rathaus und Domhof
An der Stelle des früheren Domhofs steht heute der vordere Teil des Rathauses. Der Domhof war ursprünglich ein Adelshof und war seit 1423/24 im Besitz der Wormser Bischöfe. Er brannte an Ostern des Jahres 1962 völlig ab.
Auf dem Platz stehen Figuren des Bischofs und des Kurfürsten, die sich um die Rechte an der Stadt streiten, der Kurfürst leicht amüsiert, der Bischof abwehrend. Es wird dabei auf das Kondominium der Jahre 1385 bis 1705 angespielt. Daneben befinden sich Figuren eines römischen Soldaten, der die Stadtrechte verkündet, und das arbeitende Volk in Gestalt des Wasserschöpfers, der sein Hinterteil der im Rathaus sitzenden Obrigkeit entgegenhält.

#### Sonstige Bauwerke
- Sebastianskapelle
- Evangelische Stadtkirche
- ehemaliger Bischofshof (jetzt Lobdengau-Museum)
- ehemaliges Antoniusspital mit Statue des heiligen Antonius (Stadtheiliger)
- Reste der spätrömischen Hafenbefestigung (Burgus)
- Kettenheimer Hof in der Mühlgasse 7, erbaut 1547 als Adelshof, ab 1699 Luth. Kirche und Schulhaus, seit 2021 Kulturveranstaltungen[17]
- Jesuitenhof oder Bettendorfer Hof
- Handschuhsheimer Hof, typischer Adelshof
- Seylern-Haus sowie zahlreiche weitere Fachwerkhäuser in der Altstadt
- Wasserturm am Benzpark
- Wohnhaus und erste Garage des Autoerfinders Dr. Carl Benz (heute Museum)
- Stauwehr Ladenburg und abzweigender Neckarkanal Feudenheim

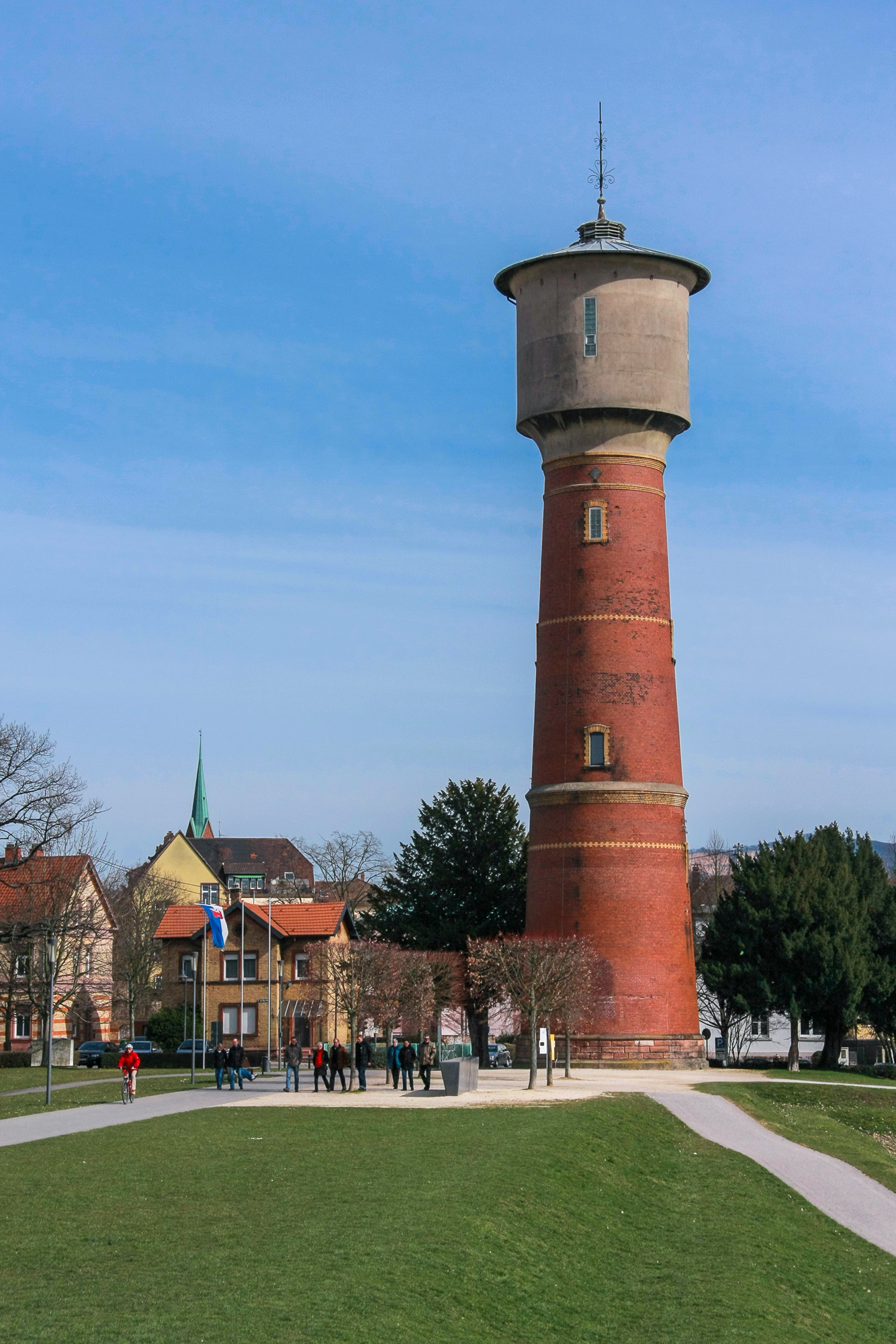
Wasserturm am Benzpark
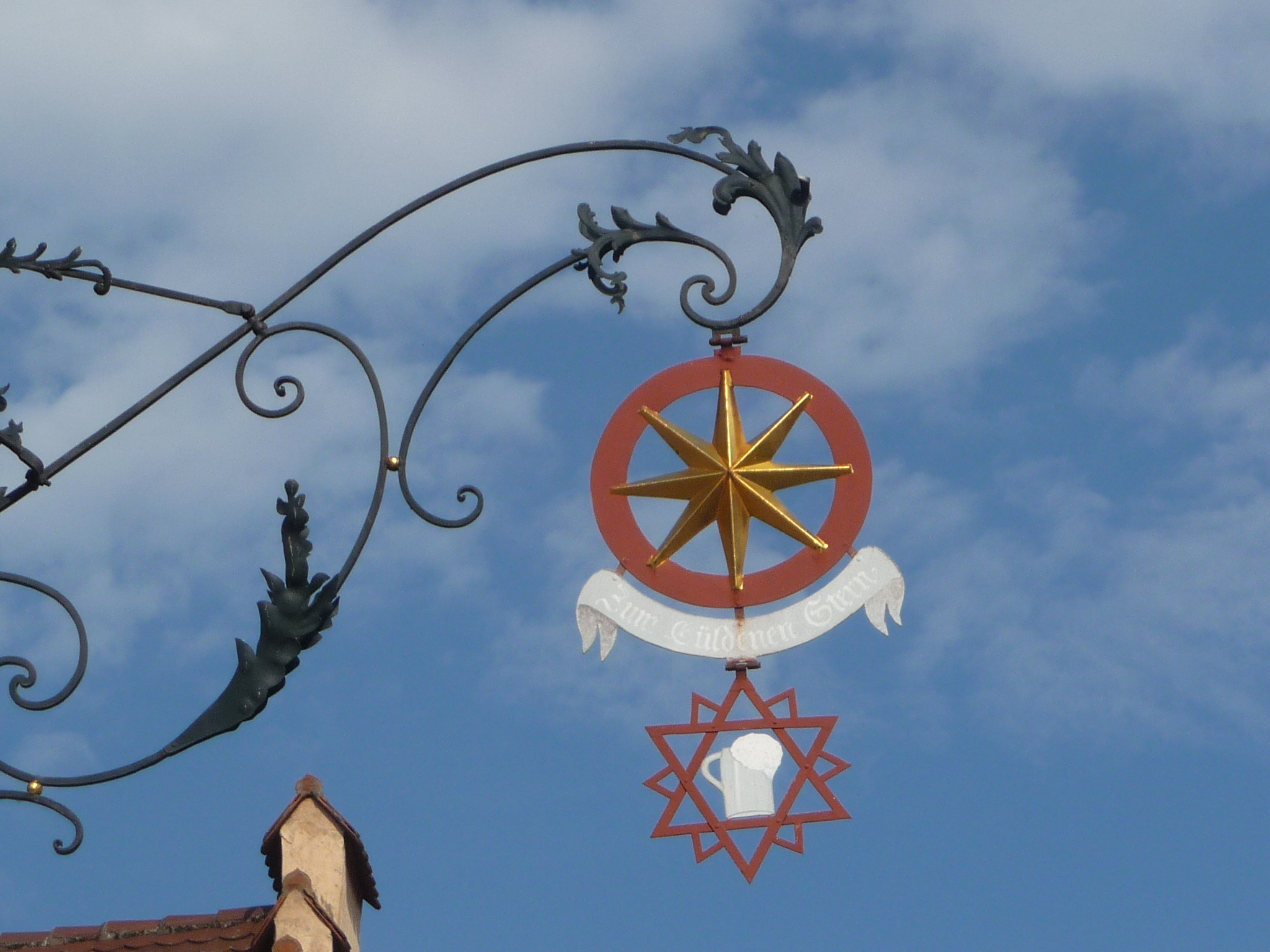
Zum güldenen Stern
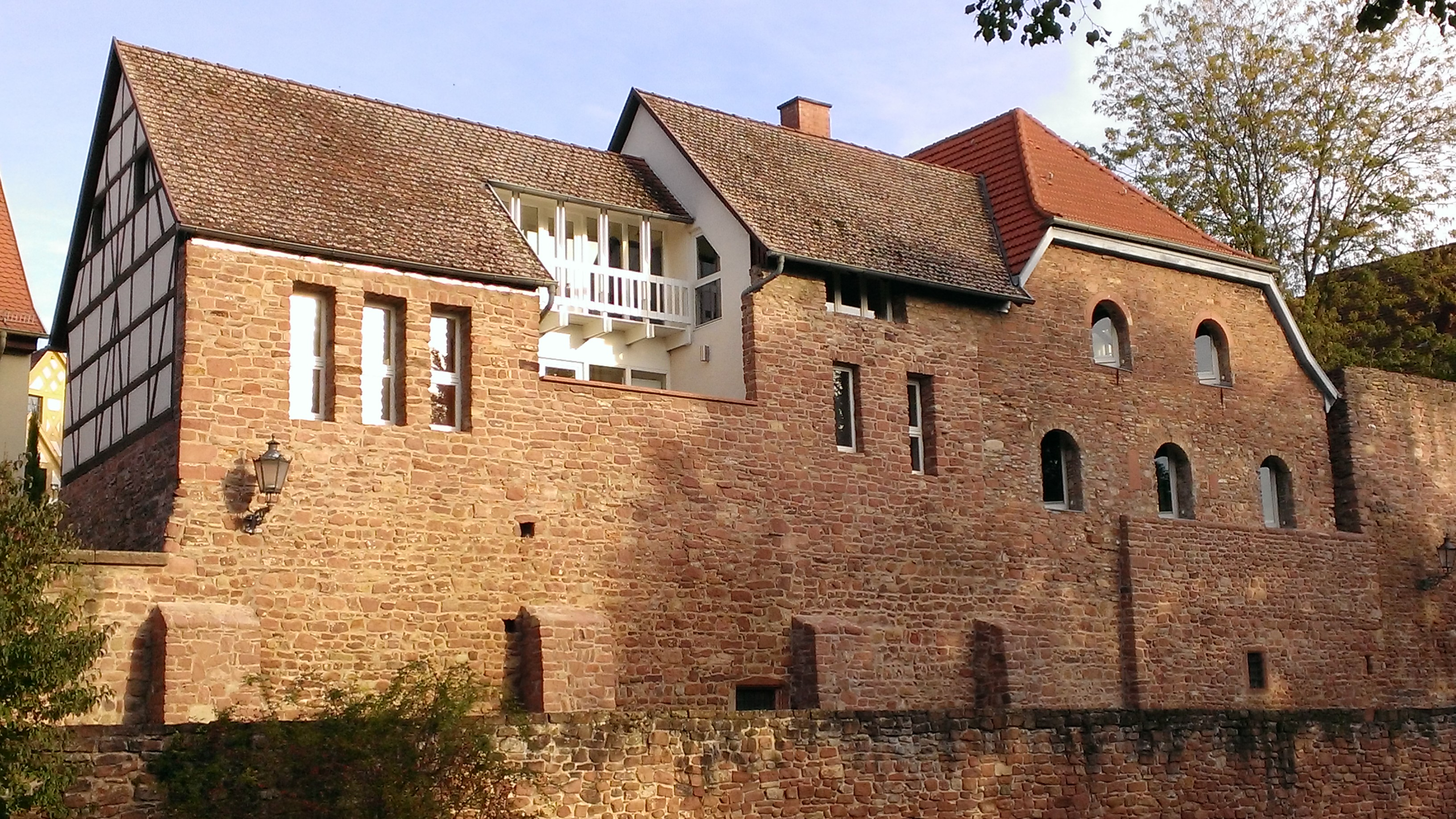
Stadtmauerhaus, ehemals luth. Kirche
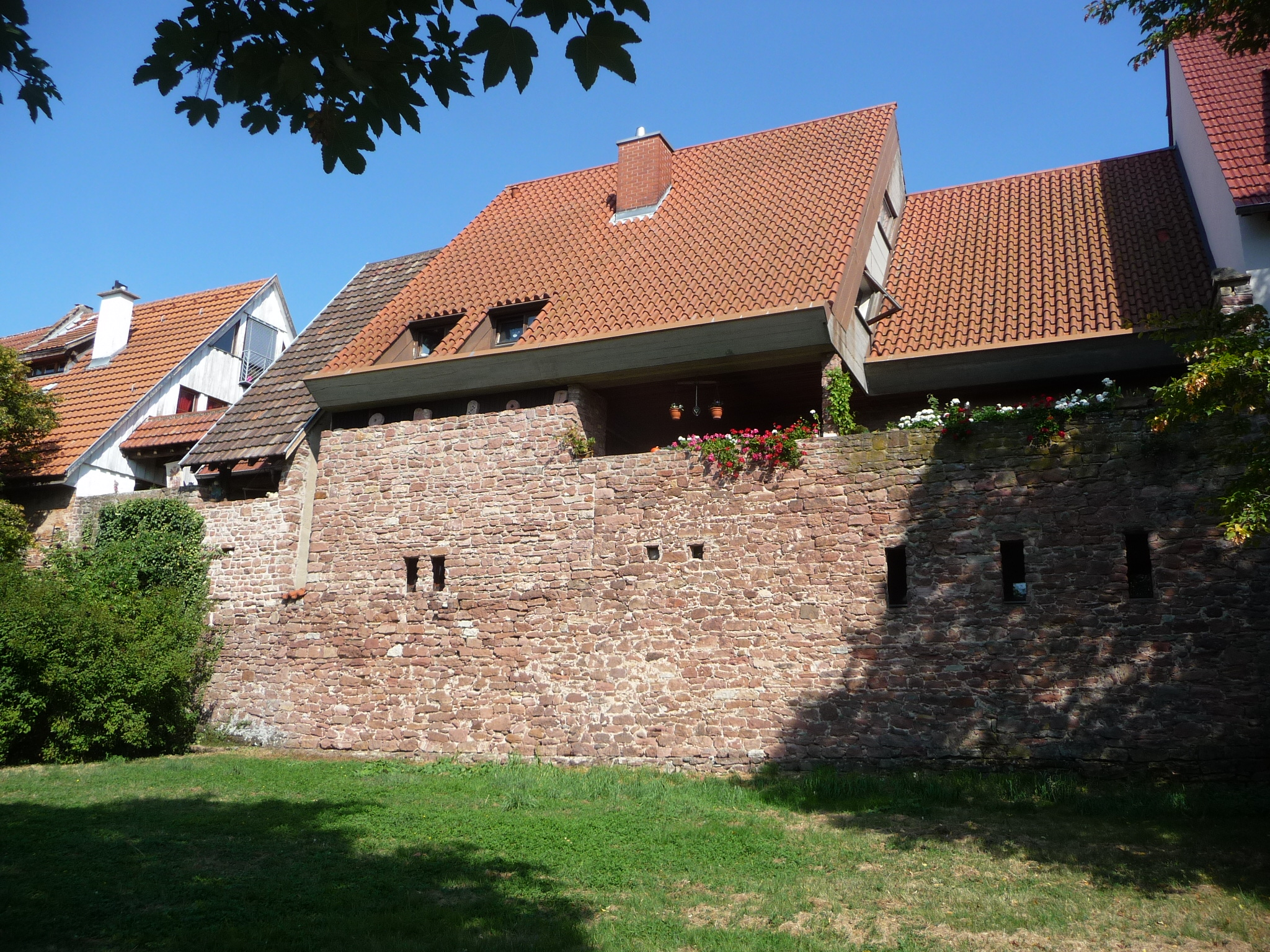
Stadtmauer
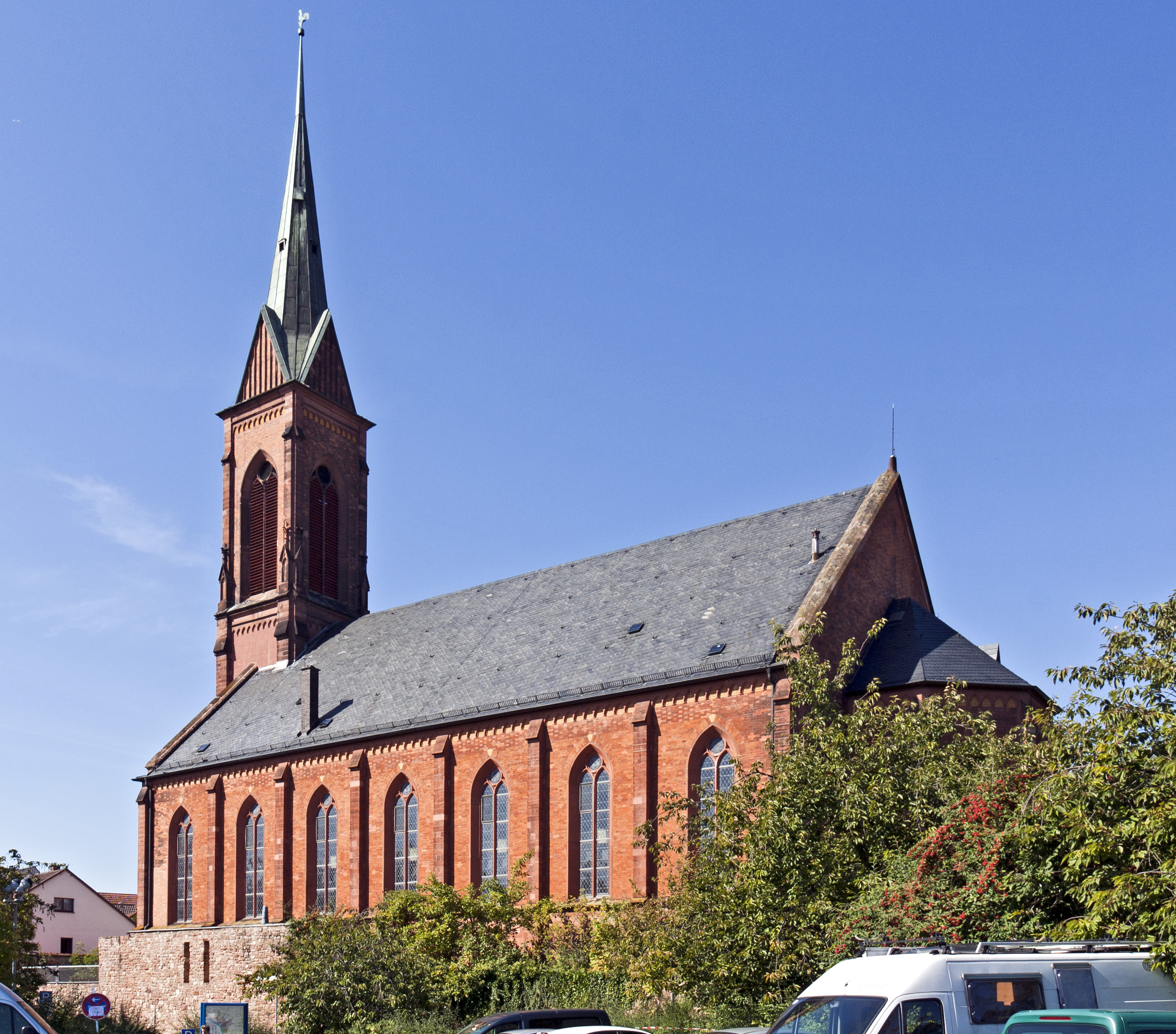
Evangelische Stadtkirche (Südseite)
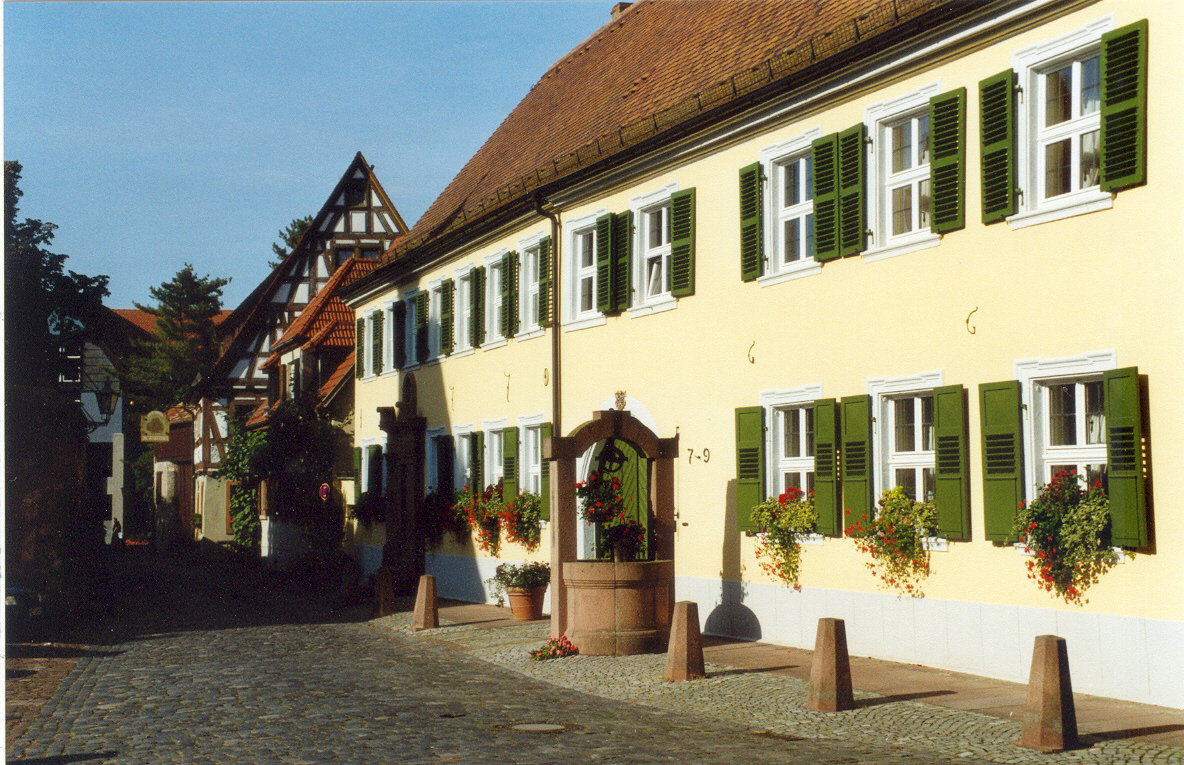
Altstadt bei der Sebastianskapelle
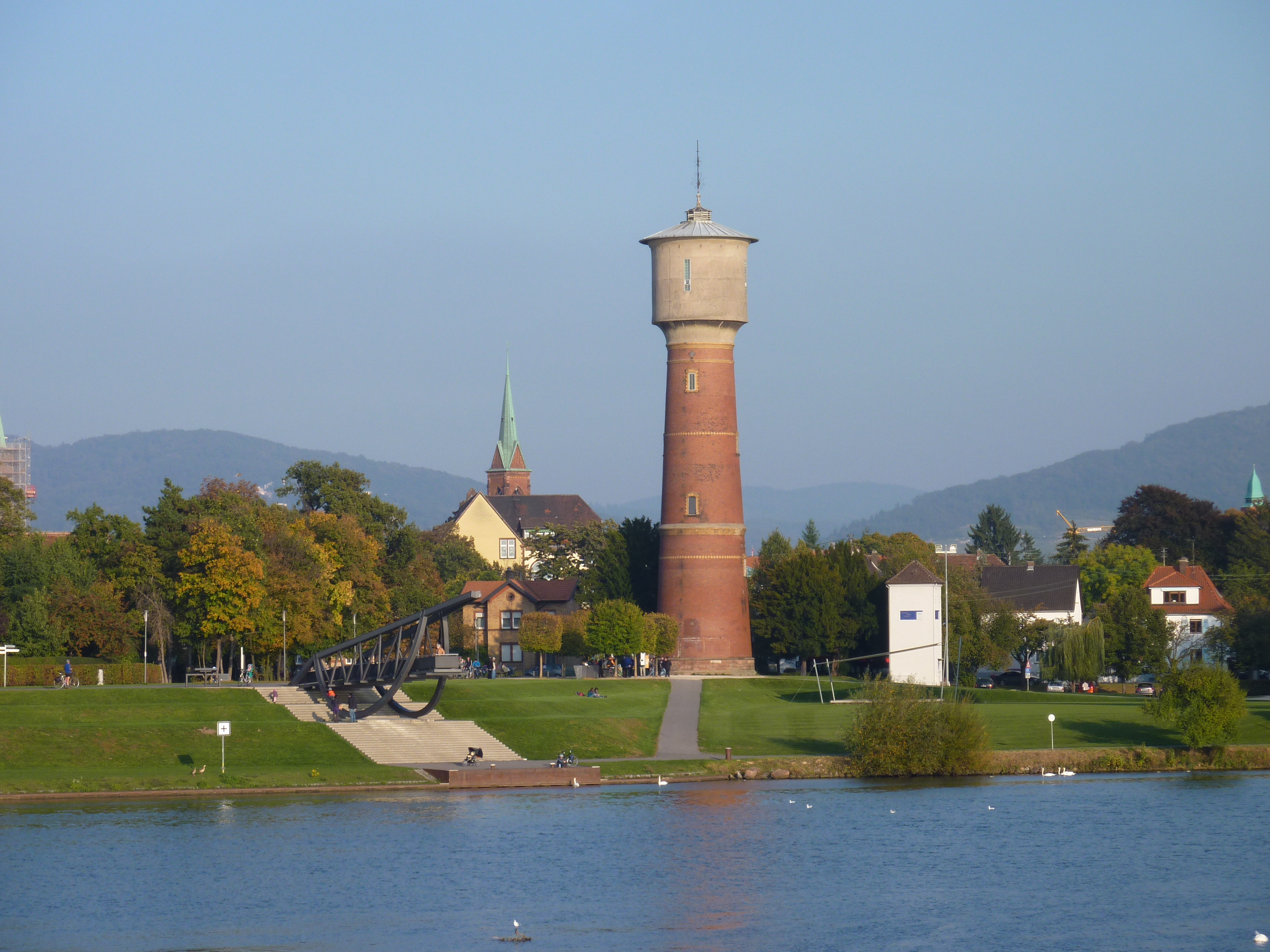
Ladenburg von Neckarhausen aus gesehen
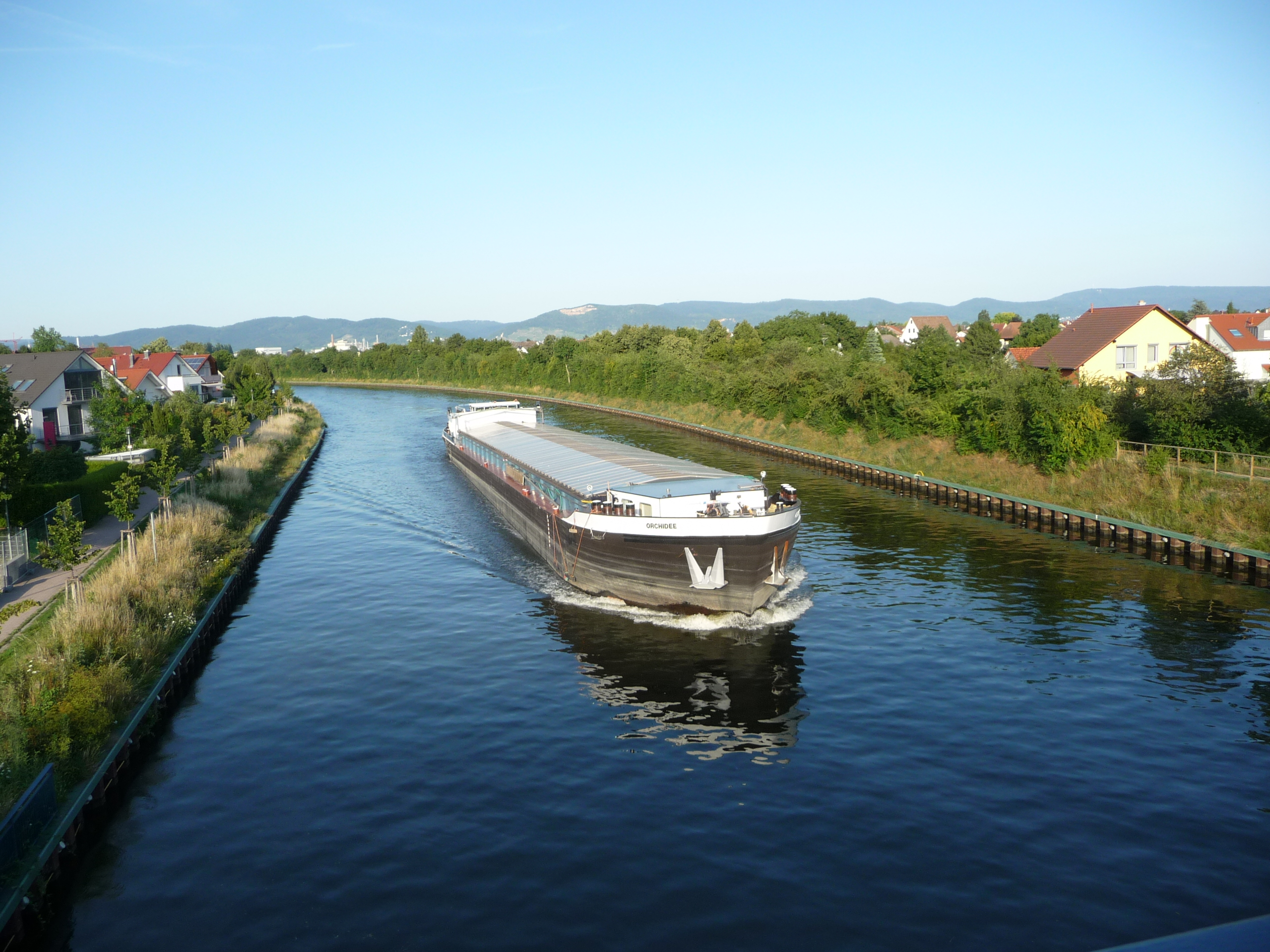
Neckarkanal Feudenheim

### Parks
- Reinhold-Schulz-Waldpark mit Waldsee östlich der Altstadt
- Benzpark unterhalb des Wohnhauses von Carl Benz

Im Rahmen des Grünprojekts 2005 wurde am Südwestende von Ladenburg zwischen Neckar und den Sportanlagen eine Parkanlage errichtet. Diese trägt heute den Namen „Der grüne Ring“ und wurde zu Deutschlands schönstem Park 2006 gekürt.

### Sport
Als Sportvereine sind ansässig der Torpedo Ladenburg (Powerchairhockey Bundesliga), die DLRG Ladenburg/Edingen-Neckarhausen e. V., ein Budoclub, der Fußballclub FV 1903 Ladenburg, die Sportvereinigung 1864 sowie Vereine für Motorsport, Tanzsport, Miniaturgolf, Tennis, Reiten, Ski, Angeln und Reiten. Ferner gibt es eine Schützengesellschaft und einen Sportkegelverein.
2021 bewarb sich die Stadt als Host Town für die Gestaltung eines viertägigen Programms für eine internationale Delegation der Special Olympics World Summer Games 2023 in Berlin. 2022 wurde sie als Gastgeberin für die Delegation von Special Olympics Dominica mit 15 Personen ausgewählt. Damit wurde sie Teil des größten kommunalen Inklusionsprojekts in der Geschichte der Bundesrepublik mit mehr als 200 Host Towns.

### Regelmäßige Veranstaltungen
Im Mai/Juni findet das Ladenburger Musikfestival statt (2–3 Konzerte, z. B. schon von Udo Jürgens, Rosenstolz, Ich + Ich, Pur, Jan Delay, Sean Paul, Xavier Naidoo und Dieter Thomas Kuhn); Juni: Ladenburger Gartenlust, Ladenburg tafelt und im Juli: Drachenbootrennen, Ladenburger Triathlonfestival; August: Kerwe. Im September das Altstadtfest (immer am zweiten Wochenende des Septembers) und im Dezember der Weihnachtsmarkt und das FESTival (Popkultur-Festival in der Pflastermühle).
Im Juli 2018 fand das erste Internationale Filmfestival WaLaIFF in Ladenburg statt, im Jahr darauf das zweite Filmfestival mit Filmen unterschiedlicher Kategorien aus vielen Ländern.

## Wirtschaft

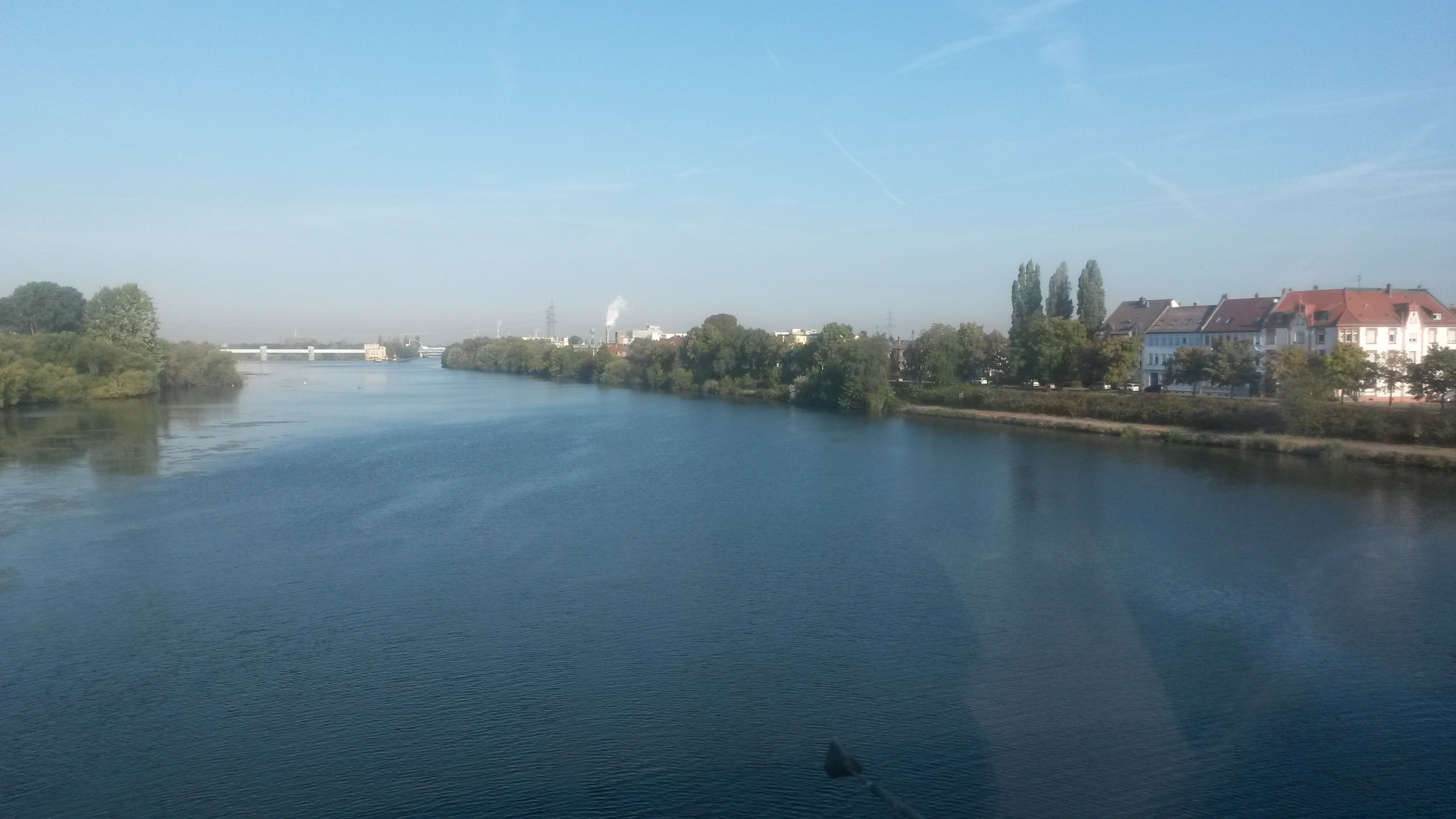
Neckar und Industriegebiet Altwasser

### Unternehmen
Seit 1941 befand sich ein Werk von Reckitt Benckiser, die RB Produktions GmbH (Firmensitz Heidelberg Bahnstadt) in Ladenburg, in dem unter anderem Reinigungs- und Desinfektionsmittel hergestellt wurden. Dieses Werk schloss Ende Juli 2016. Das Industriegebiet Altwasser ist Standort der Firma Jungbunzlauer. Am Rande dieses Industriegebietes betreibt die HGK Logistics and Intermodal GmbH ein Logistikzentrum mit drei Lagerhallen und einer Gesamtlagerfläche von 50.000 m². Des Weiteren ist in Ladenburg ein Hersteller von Feuerlöschern vertreten, die Firma Total. Der Konzern ABB betrieb am Standort Wallstadter Straße bis 2022 das ABB Corporate Research Center Germany. Dieses zentrale Forschungszentrum war bis 2001 in Heidelberg angesiedelt. Das Biotechnologie-Unternehmen Heidelberg Pharma ist in Ladenburg angesiedelt.
2006 wurde die integrierte Leitstelle Rhein-Neckar in Ladenburg eingerichtet. Sie ist für Feuerwehr und Rettungsdienst im Rhein-Neckar-Kreis zuständig. Darüber hinaus werden von hier die Einsätze des Rettungsdienstes in Heidelberg und Mannheim koordiniert. Weil bis auf weiteres die Feuerwehrleitstellen in Heidelberg und Mannheim bestehen bleiben, arbeitet die Leitstelle nur im Rhein-Neckar-Kreis als integrierte Leitstelle und ist daher aus Heidelberg und Mannheim nicht über die Notrufnummer 112 direkt zu erreichen.

## Infrastruktur

### Medien
Die Ladenburger Zeitung erscheint wöchentlich, erstmals 1941. Ihre historischen Vorgänger waren das Ladenburger Wochenblatt (1869–1907), das Ladenburger Tageblatt (1907–1919) und die Neckar-Bergstraß-Post (1919–1941). Zwei regionale Tageszeitungen, der Mannheimer Morgen und die Rhein-Neckar-Zeitung, informieren im Lokalteil auch über Ladenburger Ereignisse.

### Öffentliche Einrichtungen
Auch aus den Nachbargemeinden kommen im Sommer viele Besucher in das große solarbeheizte Ladenburger Freibad, das in der Nähe der Neckarfähre liegt.
Im gleichen Gebiet liegen auch die städtischen Sportanlagen.

### Bildung

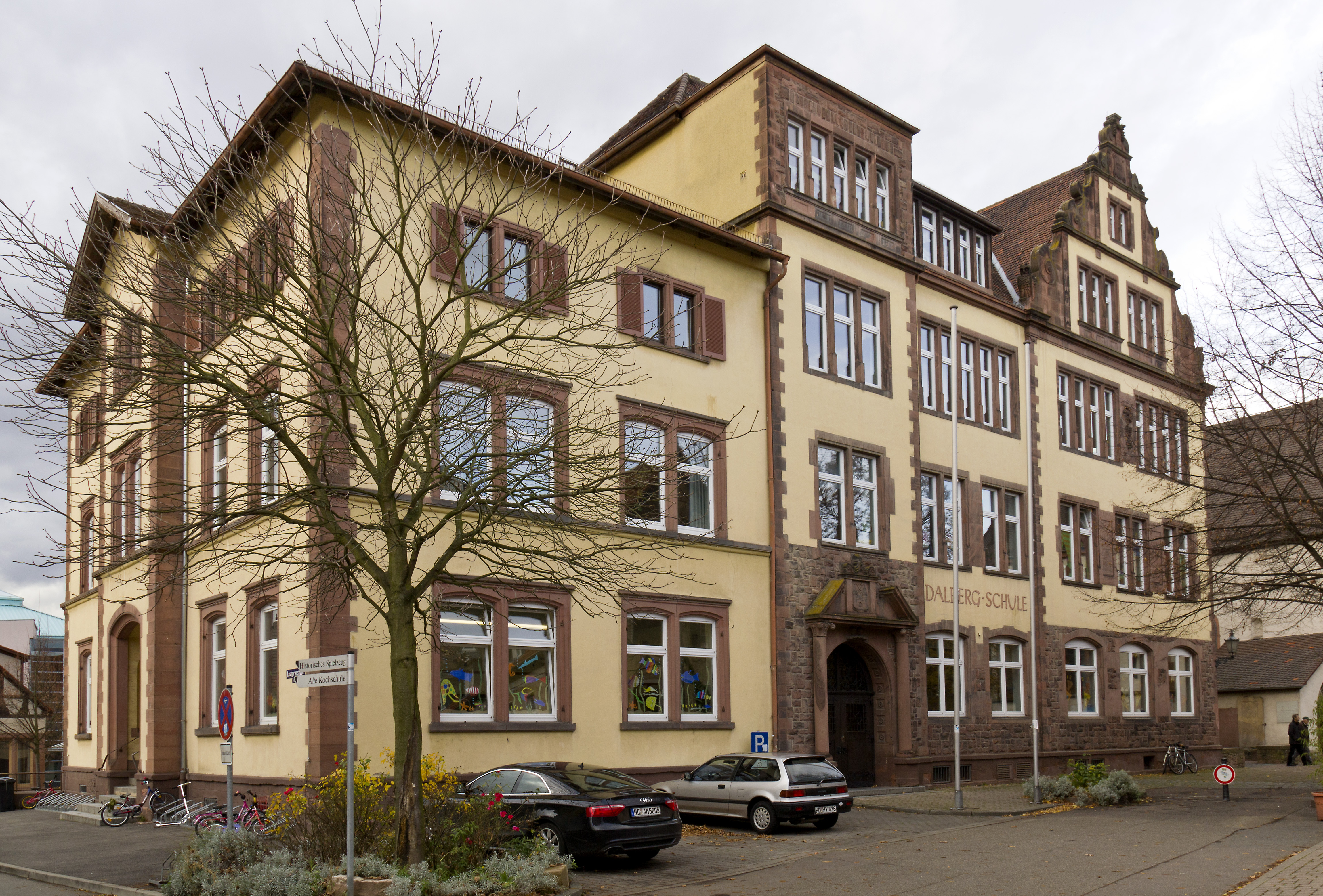
Dalberg-Schule

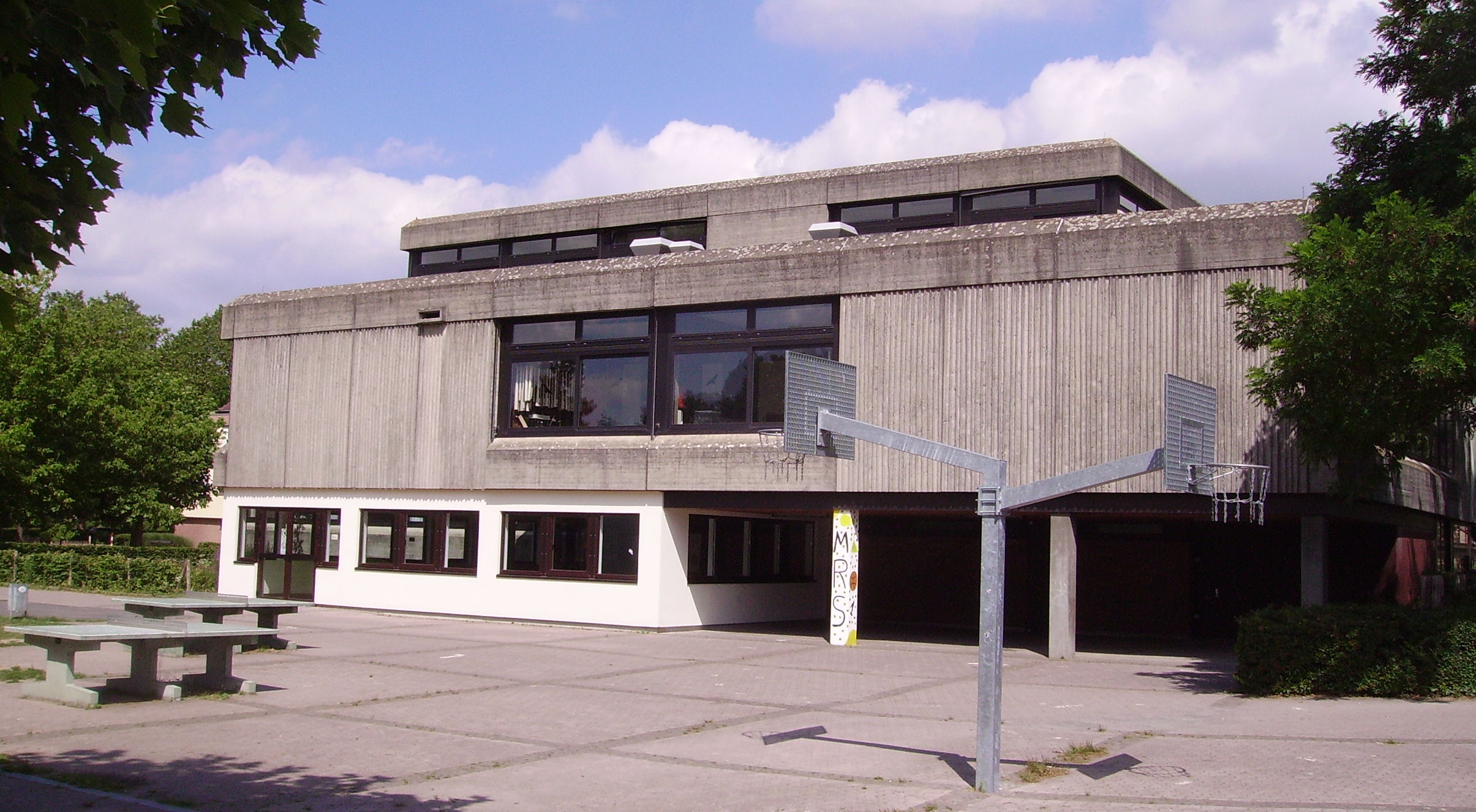
Merian-Realschule

Es gibt in Ladenburg zwei Grundschulen, die Dalberg-Grundschule in der Altstadt und die Astrid-Lindgren-Schule in der Weststadt.
Am Südrand der Altstadt zwischen Realschulstraße und Merianweg befindet sich das Schulzentrum Ladenburgs mit drei weiterführenden Schulen, dem Carl-Benz-Gymnasium Ladenburg, der Merian-Realschule und der Werkrealschule Unterer Neckar. Außerdem liegen in Ladenburg noch die Erich-Kästner-Schule (Sonderpädagogisches Bildungs- und Beratungszentrum mit Förderschwerpunkt Lernen) und die Martinsschule (Sonderpädagogisches Bildungs- und Beratungszentrum mit dem Förderschwerpunkt körperliche und motorische Entwicklung), deren Neubau im Jahr 2010 am östlichen Ortsrand bezogen wurde. Träger der überregionalen Martinsschule sind der Rhein-Neckar-Kreis, die Städte Heidelberg und Mannheim, sowie der Landkreis Bergstraße. Daneben gibt es die Städtische Musikschule sowie die Volkshochschule im Alten Rathaus. Außerdem bestehen drei private, drei römisch-katholische, ein evangelischer und ein städtischer Kindergarten.
Von 1977 bis 2003 war Ladenburg Standort des Max-Planck-Instituts für Zellbiologie.

### Verkehr
Mit Edingen-Neckarhausen verbindet Ladenburg eine Fähre. Diese Verbindung existiert schon seit dem Mittelalter und ist mindestens seit 1483 nachgewiesen. Etwas weiter flussabwärts kann die Eisenbahnbrücke der Main-Neckar-Bahn auch von Radfahrern und Fußgängern zur Neckarquerung genutzt werden. Das Bauwerk aus rotem Sandstein mit mehreren Bögen wurde 1848 errichtet. Kurz hinter dem nördlichen Ende der Brücke befindet sich der Ladenburger Bahnhof. Beim Industriegebiet im Westen Ladenburgs führt eine Straßenbrücke der L 542 über den Neckarkanal auf die Ilvesheimer Insel. Im Osten Ladenburgs besteht Anschluss an die Bundesautobahn 5 (Abfahrt Ladenburg-Schriesheim). Im Westen Ladenburgs liegt der Ladenburger Hafen.

#### Straße
Am Ostrand der Ladenburger Gemarkung führt die Bundesautobahn 5 (Hattenbacher Dreieck – Weil am Rhein) entlang mit der dort gelegenen Anschlussstelle Ladenburg. Durch Ladenburg führen keine Bundesstraßen. Die Landesstraße 597 Schwetzingen–Mannheim–Schönau durchquert Ladenburg, die Landesstraße 542 führt nach Ilvesheim, die Landesstraße 536 nach Schriesheim, die Landesstraße 631 nach Heddesheim. In Richtung Schriesheim–Dossenheim führt die Kreisstraße K 4238.
Der Busverkehr innerhalb der Stadt und zu den Nachbargemeinden wird im Rahmen des Verkehrsverbunds Rhein-Neckar betrieben.

#### Schiene

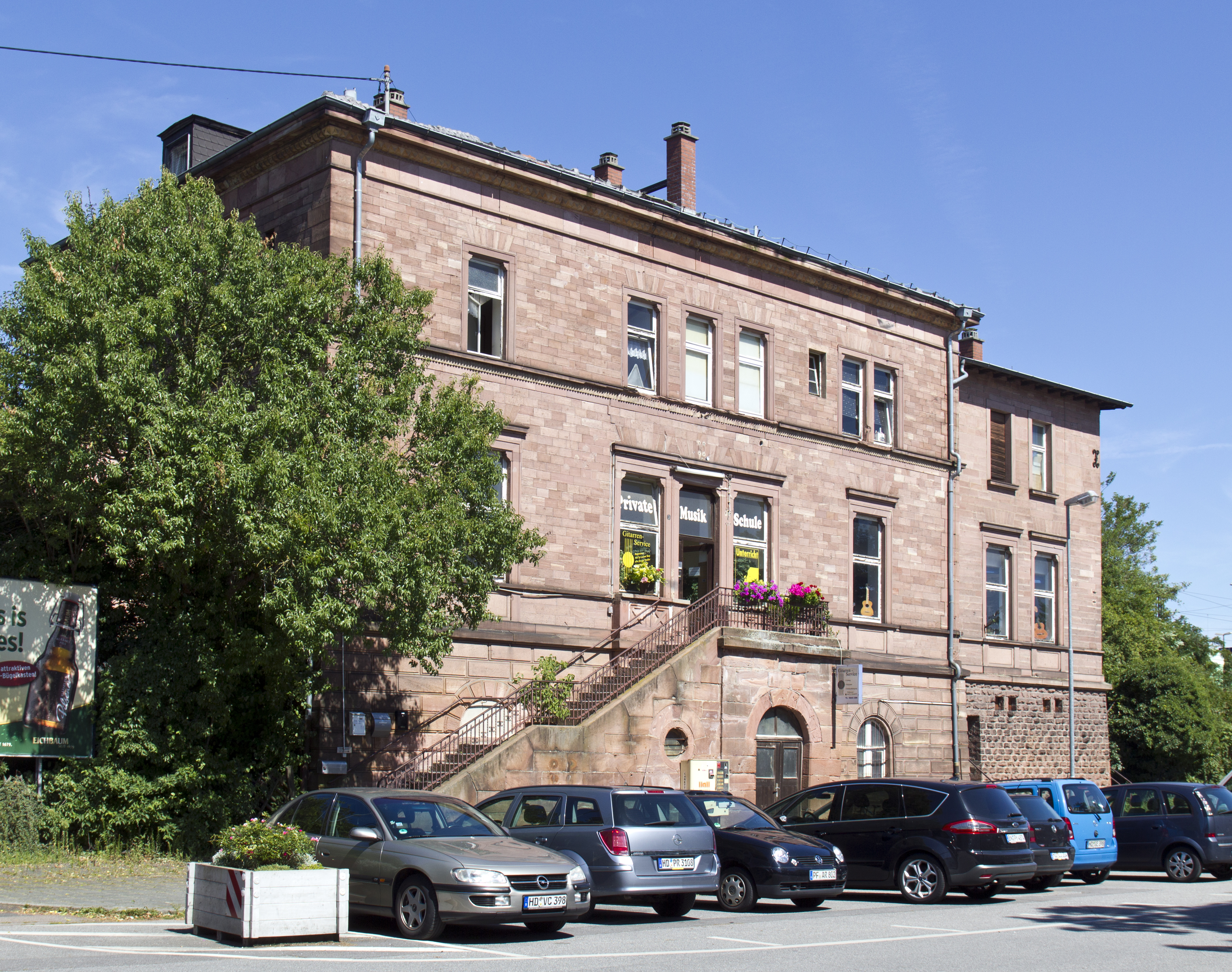
Ehemaliges Bahnhofsgebäude

Der Bahnhof Ladenburg liegt an der zweigleisigen, elektrifizierten Bahnstrecke Frankfurt am Main–Heidelberg (Kursbuchstrecke 650). Er hat nach dem Rückbau noch drei Gleise und wird vom Nahverkehr der Deutschen Bahn bedient. Drei Anschlussgleise führen vom Ladenburger Bahnhof zu den Industriegebieten (Total/ABB & Viessmann/Benckiser & Grünzweig und Hartmann), sie werden derzeit allerdings nicht genutzt. Seit Mitte Juli 2018 ist der Bahnhof vollständig auf 76 cm über Schienenoberkante barrierefrei ausgebaut und verfügt über zwei Aufzüge, welche jeweils zu Gleis 1 und Gleis 2/3 führen.

#### Radverkehr
Durch eine Alltagsroute aus dem Radnetz Baden-Württemberg ist Ladenburg über Neckarhausen mit Mannheim und in der anderen Richtung mit Heidelberg verbunden. 
Durch Ladenburg verläuft als Landes-Radfernweg der Neckartal-Radweg. Er führt von Villingen-Schwenningen nach Mannheim. Er verläuft dabei von Heidelberg kommend über Ladenburg nach Mannheim.

#### Wasser
Ladenburg liegt direkt am Neckar und hat einen Schiffsanleger in der Nähe des Wasserturms, von dem im Hochsommer dienstags Schiffe nach Heidelberg–Neckarsteinach ablegen, sowie sonntags und mittwochs Schiffe nach Mannheim–Worms. Im Westen Ladenburgs am Neckarkanal liegt der Ladenburger Hafen. Tagsüber verbindet eine Fähre Ladenburg mit dem gegenüberliegenden Neckarhausen (im Verlauf der Landesstraße 597). Eine parallele Straßenbrücke soll Ende 2024 eröffnet werden, die angrenzenden Straßen sind seit 2019 im Bau.

### Leitungsnetz
Das elektrische Leitungsnetz Ladenburgs wird durch die ENBW betrieben, das Erdgas-Leitungsnetz gehört zum Mannheimer MVV-Konzern, das Frischwasser- und Abwassernetz betreibt die Stadt Ladenburg selbst. Ladenburg ist an das Telefonnetz der Deutschen Telekom angeschlossen und an das Breitbandnetz von Unitymedia.

### Hilfsorganisationen
Die Freiwillige Feuerwehr Ladenburg ist für die örtliche Gefahrenabwehr zuständig und zählt über 80 Mitglieder. Der Ortsverband der Johanniter Unfallhilfe wurde am 10. Dezember 1981 gegründet. Die Deutsche Lebens-Rettungs-Gesellschaft ist neben der Schwimmausbildung sowie der Badeaufsicht im Ladenburger Freibad auch bei der Wasserrettung beteiligt. Weitere Einsatzorte sind die Absicherung beim Römerman, dem Drachenbootrennen und weiteren Veranstaltungen. Das Technische Hilfswerk Ladenburg wurde am 8. Dezember 1953 gegründet. Neben der Bergungsgruppe verfügt der Ortsverband über die Fachgruppe Wasserschaden/Pumpen, dem Einsatzsicherungssystem (ESS) und dem Baufachberater.

## Persönlichkeiten

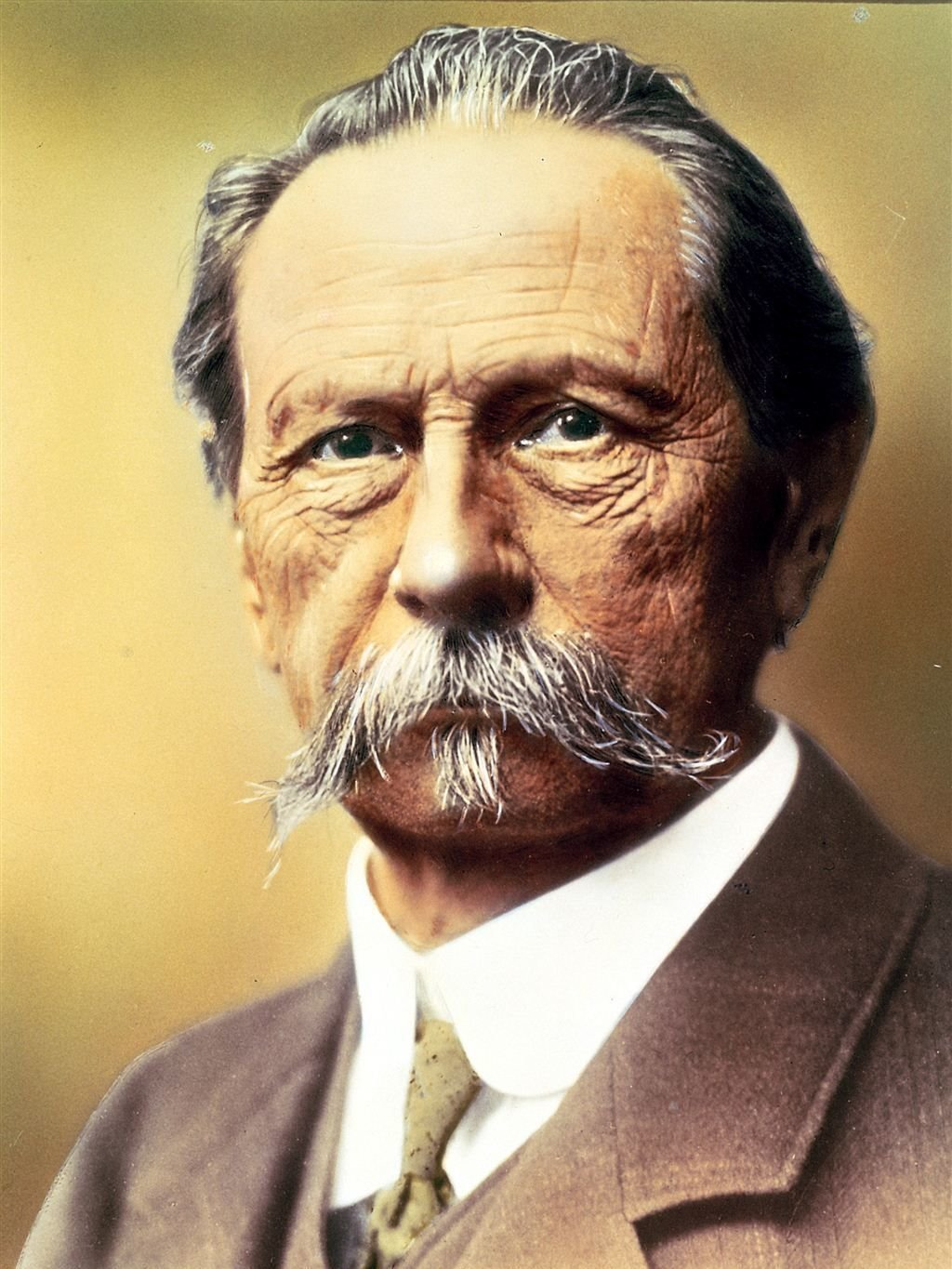
Ehrenbürger Carl Benz

### Söhne und Töchter der Stadt
- Philipp Neunheller († nach 1555), Reformator in Hanau
- Theodor Rhodius (um 1572–1625), Pfarrer, Späthumanist
- Johann Friedrich von Seilern (1646–1715), Reichsgraf, österreichischer Hof-Kanzler
- Johann Christoph Sauer (1695–1757), erster deutscher Buchdrucker in Nordamerika
- Franz Xaver von Hertling (1780–1844), Generalleutnant, Bayerischer Kriegsminister
- Michael Frey (1787–1832), Komponist, Geiger, Kapellmeister
- Friedrich August Lehlbach (1805–1875), Pfarrer, Abgeordneter im badischen Landtag
- Karl Friedrich Loening (1810–1884), Verleger
- Moritz Lenel (1811–1876), Unternehmer, Politiker
- Lambert Heinrich von Babo (1818–1899), Chemiker
- Heinrich Siegel (1830–1899), Rechtswissenschaftler
- Heinrich Maurer (1837–1921), Theologe, Philologe, Heimatforscher
- Martin Hartmann (1870–1931), Jurist, badischer Oberamtmann
- Ludwig Koch (1878–1936), Jesuit und Historiker
- Ludwig Münz (1880–1956), Politiker (LDP(D))
- Wilhelm Major (1890–1931), Leichtathlet
- Rudolf Agricola (1900–1985), Wirtschaftswissenschaftler, Journalist
- Karl Langenbacher (1908–1965), Grafiker, Schriftsteller
- Karl Wolf (1912–1975), Hammerwerfer
- Karin Radermacher (* 1945), Politikerin (SPD), Landtagsabgeordnete (BY)
- Karl-Heinz Harm (* 1950), Fußballspieler
- Gerhard Kleinböck (* 1952), Politiker (SPD), Landtagsabgeordneter (BW)
- Peter Hauck (* 1957), Bildhauer
- Alexandra Philipps (* 1975), Fotomodell und Miss Germany 1999